# Congregazioni di suore di diritto pontificio
Le congregazioni di suore di diritto pontificio, ordinate secondo la parola più caratteristica del titolo, come elencate nell'Annuario pontificio per l'anno 2017.
- Suore minime dell'Addolorata, fondate da santa Clelia Barbieri
- Suore della Santissima Madre Addolorata, fondate da Amalia Streitel
- Suore dell'Addolorata e della Santa Croce
- Suore dell'Addolorata serve di Maria di Pisa

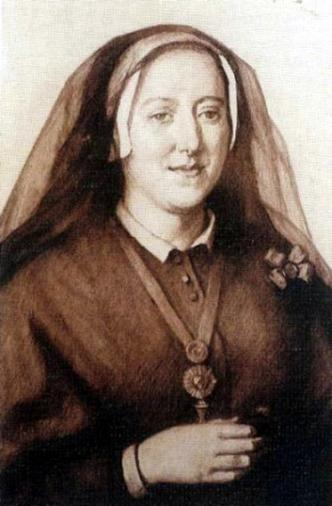
Maria Michela del Santissimo Sacramento, fondatrice delle Ancelle del Santissimo Sacramento e della Carità

- Suore adoratrici ancelle del Santissimo Sacramento e della carità, fondate da santa Maria Michela del Santissimo Sacramento
- Religiose adoratrici perpetue guadalupane
- Suore adoratrici del Santissimo Sacramento, di Rivolta d'Adda, fondate dal beato Francesco Spinelli
- Suore adoratrici del Santissimo Sacramento del Cuore Immacolato di Maria
- Suore adoratrici del Sangue di Cristo, di Acuto, fondate da santa Maria De Mattias
- Suore dell'adorazione riparatrice, di Parigi, fondate da Theodolinde Dubouché
- Suore dell'adorazione del Sacro Cuore
- Suore agostiniane di Meaux
- Suore agostiniane missionarie
- Suore agostiniane di Nostra Signora della Consolazione
- Suore agostiniane recollette
- Suore agostiniane recollette del Sacro Cuore di Gesù, del Venezuela, fondate dalla beata María Alvarado Cardozo
- Suore agostiniane recollette missionarie, fondate da Francisco Javier Ochoa Ullate, vescovo di Shangqiu
- Suore agostiniane della Santissima Annunziata
- Suore agostiniane serve di Gesù e Maria, fondate da Maria Teresa Spinelli
- Suore agostiniane dell'aiuto, di Palma di Maiorca, fondate da Sebastián Gili Vives
- Suore missionarie di Ajmer, fondate dal vescovo missionario cappuccino Fortunat-Henri Caumont
- Suore albertine serve dei poveri, di Cracovia, fondate dai beati Alberto Chmielowski e Bernardina Jabłońska
- Suore dell'Alleanza
- Suore dell'Amor di Dio, fondate da Jerónimo Mariano Usera y Alarcón
- Ancelle dell'Amore misericordioso, di Collevalenza, fondate dalla beata Speranza di Gesù Alhama Valera
- Suore degli Angeli, Adoratrici della Santissima Trinità, fondate dalla beata Maria Serafina del Sacro Cuore Micheli
- Suore degli Angeli, fondate da Wincenty Kluczyński, futuro vescovo di Mohylew
- Suore angeliche di San Paolo, fondate da sant'Antonio Maria Zaccaria e restaurate da Pio Mauri
- Piccole suore dell'Annunciazione, fondate dalla beata Maria Berenice Duque Heckner
- Suore annunziate d'Heverlee
- Suore antoniane di Maria, di Chicoutimi, fondate da Elzéar Delamarre
- Piccole suore degli anziani abbandonati, di Valencia, fondate da santa Teresa di Gesù Jornet
- Suore dell'apostolato cattolico, Pallottine
- Suore missionarie dell'apostolato cattolico, Pallottine
- Religiose dell'apostolato del Sacro Cuore di Gesù
- Piccole apostole della Redenzione
- Apostole della Sacra Famiglia
- Suore apostole del Sacro Cuore, fondate dalla beata Maria Crocifissa del Divino Amore Gargani
- Apostole del Sacro Cuore di Gesù, fondate da Clelia Merloni
- Suore apostoliche di Cristo Crocifisso, di Murcia, fondate da María Séiquer Gayá
- Apostoliche del Cuore di Gesù, di Madrid, fondate da Luz Rodríguez Casanova
- Suore dell'assistenza sociale sotto il patrocinio di Sant'Antonio
- Figlie di Maria dell'Assunzione, di Campbellton, fondate dal futuro vescovo Louis-Joseph-Arthur Melanson
- Piccole suore dell'Assunzione, di Parigi, fondate da Étienne Pernet insieme con Antoinette Fage
- Religiose dell'Assunzione, di Parigi, fondate da santa Maria Eugenia Milleret de Brou
- Suore di carità dell'Assunzione
- Suore missionarie dell'Assunzione, fondate in Sudafrica da Amelia de Henningsen
- Suore dell'Assunzione di Nostra Signora, di Nairobi, fondate dal vescovo missionario John Joseph McCarthy
- Suore dell'Assunzione della Santa Vergine, di Nicolet, fondate Jean-Marie Harper
- Ausiliatrici delle anime del Purgatorio, fondate dalla beata Maria della Provvidenza Smet
- Suore ausiliatrici delle anime del Purgatorio, fondate dal beato cappuccino Onorato da Biała
- Ausiliatrici della carità, fondate da Jean-Émile Anizan insieme con Thérèse Joly
- Società delle ausiliatrici di Maria
- Suore ausiliatrici di Nostra Signora della Pietà
- Ausiliatrici parrocchiali di Cristo Sacerdote
- Missionarie dell'azione parrocchiale, fondate dal vescovo Luciano Pérez Platero
- Ancelle del Bambin Gesù, di Zagabria, fondate dal vescovo Josip Stadler
- Suore del Bambin Gesù, di Le Puy, fondate da Anne-Marie Martel
- Suore del Bambin Gesù, di Chauffailles, derivate dalla fondazione fatta da Anne-Marie Martel
- Suore del Bambino Gesù, Dame di Saint-Maur, fondate dal frate minimo beato Nicolas Barré
- Figlie di Maria, dette Bannabikira, fondate dal vescovo Henri Streicher
- Suore di San Giovanni Battista, dette Battistine, di Angri, fondate da sant'Alfonso Maria Fusco
- Suore figlie della Vergine, dette Benebikira, fondate dal vescovo Jean-Joseph Hirth
- Suore Bene-Tereziya, fondate dal vescovo missionario Julien Gorju
- Suore missionarie benedettine
- Suore benedettine dell'adorazione perpetua, di Clyde
- Suore benedettine di carità, fondate dalla beata Colomba Gabriel
- Suore benedettine della Divina Provvidenza, di Voghera, fondata da Maria e Giustina Schiapparoli
- Benedettine missionarie
- Benedettine di Montevergine
- Suore Benedettine Olivetane, di Pusan
- Benedettine di Priscilla
- Suore benedettine della Provvidenza, fondate da santa Benedetta Cambiagio Frassinello
- Benedettine del Re Eucaristico
- Benedettine del Sacro Cuore di Montmartre

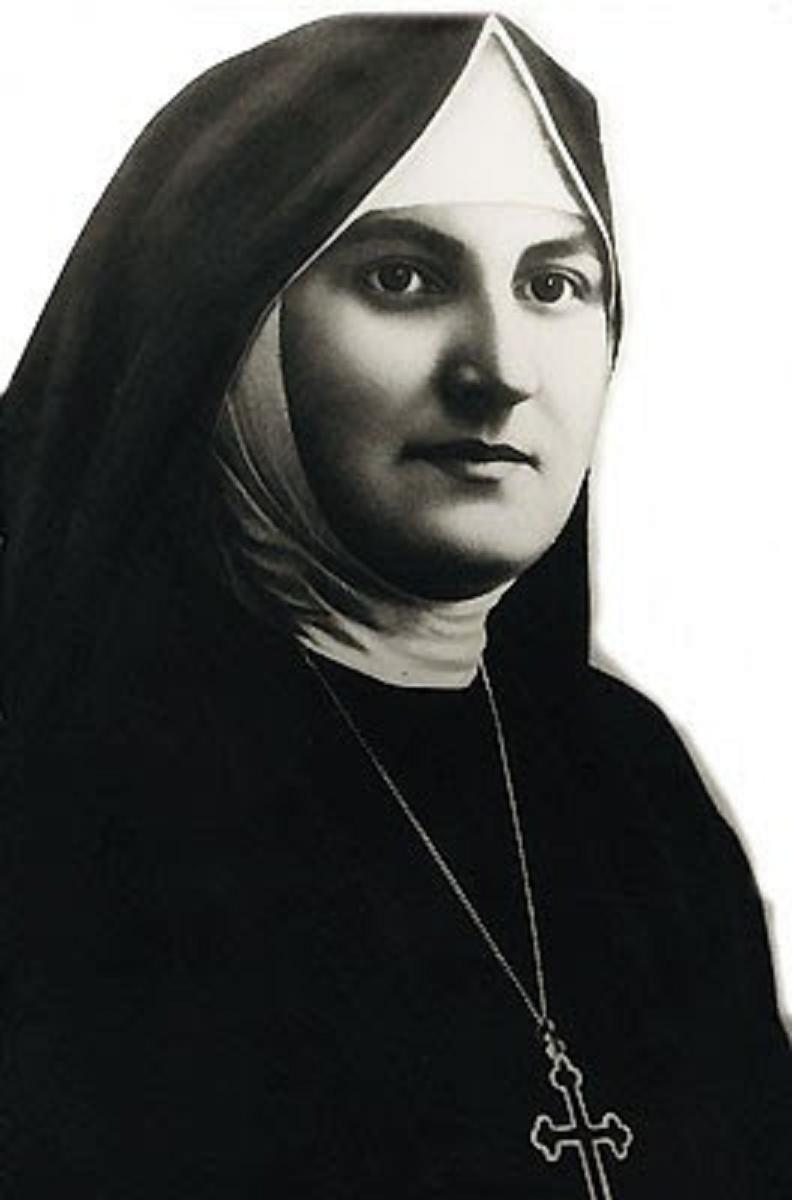
Vincenza della Passione, fondatrice delle Benedettine Samaritane della Croce di Cristo

- Suore benedettine samaritane della Croce di Cristo
- Suore benedettine di Santa Batilde
- Suore benedettine di Santa Geltrude
- Suore di Betania consolatrici della Vergine Addolorata
- Suore di Betania del Sacro Cuore
- Figlie di Betlem
- Betlemite figlie del Sacro Cuore, riformate dalla beata Maria Incarnazione del Cuore di Gesù Rosal
- Suore missionarie di Nostra Signora d'Africa, dette Suore Bianche, fondate dal cardinale Lavigerie
- Discepole del Buon Pastore
- Suore del Buon Pastore, Crema
- Suore del Buon Pastore, Milano
- Suore del Buon Samaritano dell'Ordine di San Benedetto, di Sydney, fondate dall'arcivescovo John Bede Polding
- Suore francescane di Nostra Signora del Buon Soccorso
- Suore del Buon Soccorso di Nostra Signora Ausiliatrice
- Missionarie figlie del Calvario
- Canonichesse della Croce
- Canonichesse regolari della Madre di Dio
- Canonichesse di Sant'Agostino della Congregazione di Nostra Signora, fondate da san Pietro Fourier e dalla beata Maria Teresa di Gesù Le Clerc
- Suore canonichesse dello Spirito Santo
- Figlie della Carità, dette Canossiane, fondate da santa Maddalena di Canossa
- Suore cappuccine dell'Immacolata di Lourdes, di Palermo, fondate dalla beata Maria di Gesù Santocanale
- Suore cappuccine della Madre del Divin Pastore, di Barcellona, fondate dal cappuccino beato Giuseppe da Igualada
- Suore cappuccine di Madre Rubatto, di Loano, fondate dalla beata Maria Francesca Rubatto
- Suore cappuccine del Sacro Cuore
- Suore missionarie cappuccine di San Francesco d'Assisi, del Brasile
- Ancelle della carità, di Brescia, fondate da santa Maria Crocifissa Di Rosa
- Figlie della Divina Carità

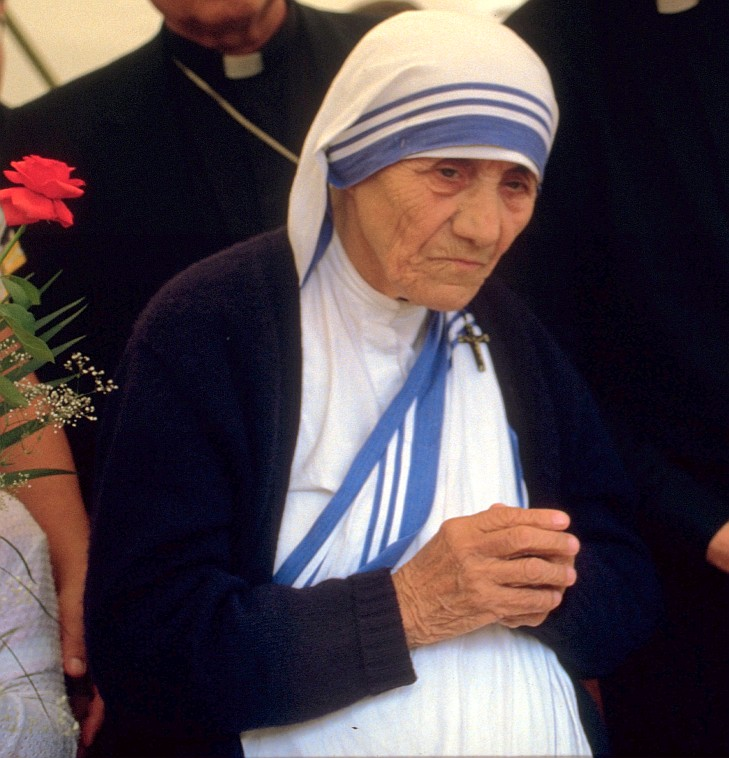
Madre Teresa di Calcutta, fondatrice delle Missionarie della Carità

- Missionarie della carità, fondate da santa Teresa di Calcutta
- Piccole suore missionarie della carità, fondate da san Luigi Orione
- Suore della carità di Cincinnati, derivate dalla fondazione di sant'Elisabetta Anna Bayley Seton
- Suore della carità di Seton Hill, derivate dalla fondazione di sant'Elisabetta Anna Bayley Seton
- Suore della carità di Leavenworth
- Suore della carità di Nazareth
- Suore della carità di Namur
- Suore della carità di Québec
- Suore della carità di Strasburgo
- Suore della carità dell'Australia
- Suore della carità della Beata Vergine Maria
- Suore della carità del Cardinale Sancha, fondate dal beato Ciriaco María Sancha y Hervás

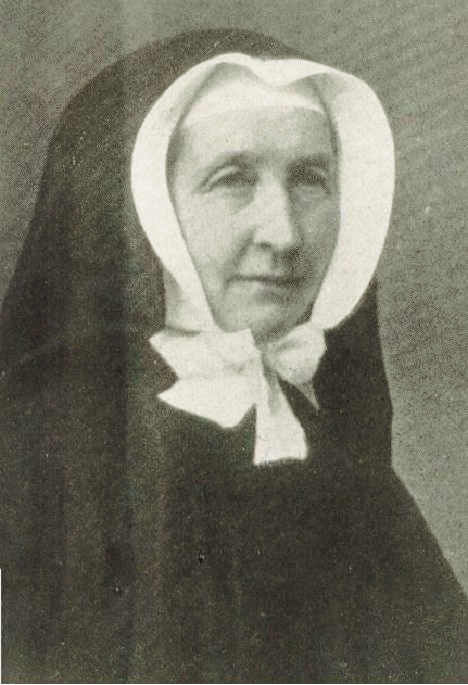
Pauline von Mallinckrodt, fondatrice delle Suore della Carità Cristiana

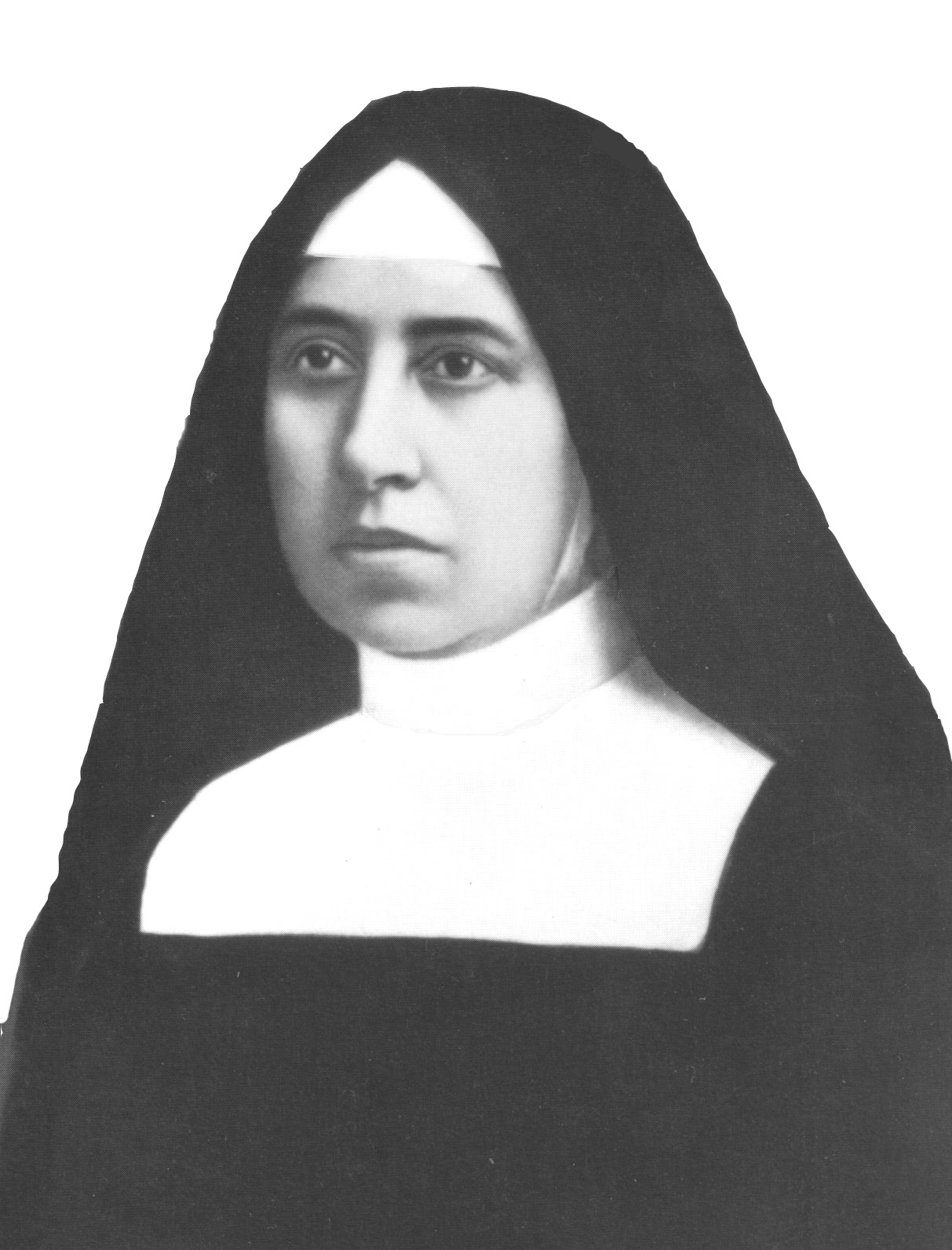
Paolina del Cuore Agonizzante di Gesù Visintainer, fondatrice delle Piccole Suore dell'Immacolata Concezione

- Suore della carità cristiana, o Figlie della Beata Vergine Maria dell'Immacolata Concezione, di Paderborn, fondate dalla beata Pauline von Mallinckrodt
- Suore della carità di Gesù, di Miyazaki, fondate dal salesiano Antonio Cavoli
- Suore di carità di Gesù e Maria
- Suore di carità d'Irlanda, di Dublino, fondate da Mary Aikenhead
- Figlie della carità di Maria Immacolata
- Missionarie della carità di Maria Immacolata

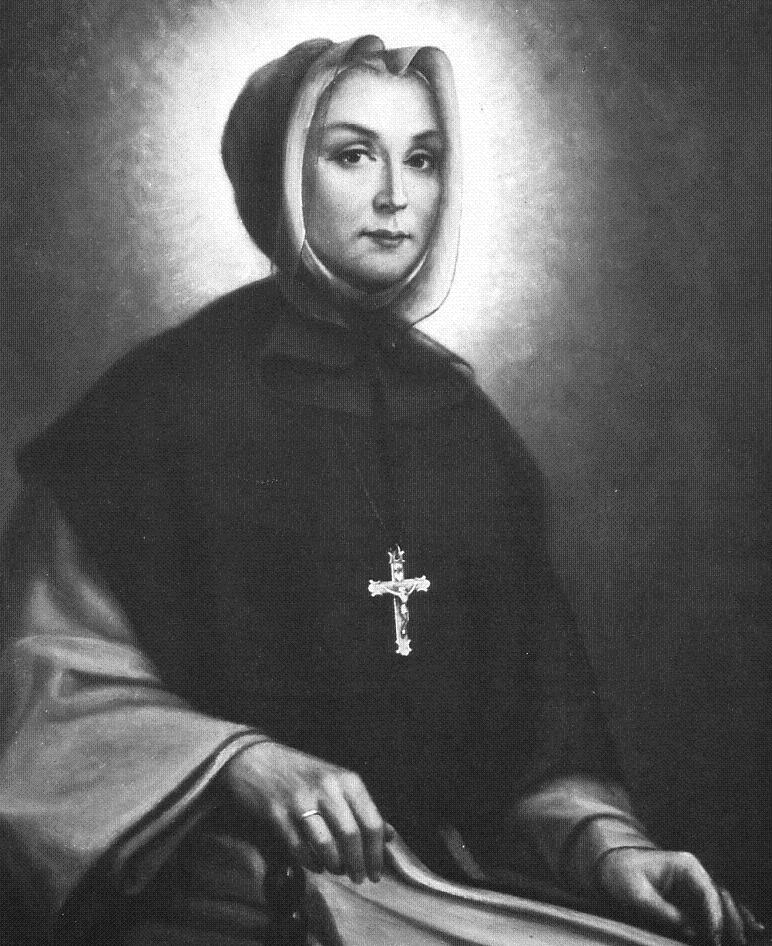
Marie-Marguerite d'Youville, fondatrice delle Suore Grigie

- Suore della carità di Montréal, dette suore Grigie, fondate da santa Marie-Marguerite d'Youville
- Suore della carità di Nostra Signora, Madre della Chiesa
- Suore della carità di Ottawa
- Suore della carità di Saint-Hyacinthe
- Suore di carità delle Sante Bartolomea Capitanio e Vincenza Gerosa, dette di Maria Bambina, di Lovere, fondate dalle sante Bartolomea Capitanio e Vincenza Gerosa
- Sorelle della carità sotto gli auspici di San Vincenzo de' Paoli
- Suore di carità di San Vincenzo de' Paoli del Principe di Palagonia
- Suore della Beata Vergine Maria del Monte Carmelo
- Suore carmelitane per gli anziani e gli infermi
- Suore carmelitane del Bambino Gesù
- Suore Carmelitane della Carità, fondate da santa Gioacchina de Vedruna
- Suore carmelitane del Corpus Christi
- Suore carmelitane del Divin Cuore di Gesù, fondate dalla beata Maria Teresa di San Giuseppe Tauscher van den Bosch
- Suore carmelitane della Divina Provvidenza
- Suore carmelitane di Madre Candelaria, del Venezuela, fondate dalla beata Candelaria di San Giuseppe Castillo Ramírez
- Suore carmelitane missionarie, fondate dal carmelitano scalzo beato Francesco di Gesù-Maria-Giuseppe Palau y Quer
- Carmelitane missionarie di Santa Teresa
- Suore carmelitane missionarie di Santa Teresa del Bambin Gesù, di Santa Marinella, fondate dalla beata Maria Crocifissa Curcio
- Suore carmelitane missionarie teresiane, fondate dal carmelitano scalzo beato Francesco di Gesù-Maria-Giuseppe Palau y Quer
- Carmelitane del Sacro Cuore
- Suore carmelitane del Sacro Cuore di Gesù
- Suore carmelitane del Sacro Cuore di Los Angeles
- Suore Carmelitane di San Giuseppe, di Saint-Martin-Belle-Roche
- Suore Carmelitane di San Giuseppe, di Barcellona
- Suore Carmelitane di San Giuseppe, del Salvador

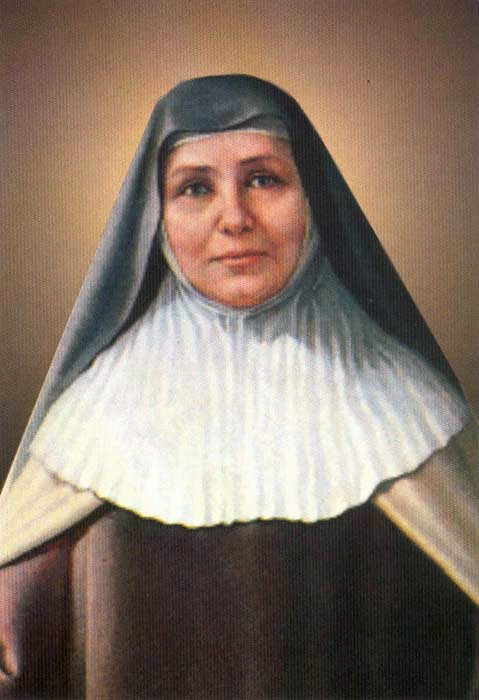
Teresa Maria della Croce Manetti

- Suore Carmelitane di Santa Teresa, di Bangalore

- Suore Carmelitane di Santa Teresa, di Campi Bisenzio, fondate dalla beata Teresa Maria della Croce Manetti
- Suore Carmelitane di Santa Teresa, di Torino, fondate da Maria degli Angeli Operti
- Suore carmelitane scalze, di Leivi
- Suore Carmelitane Teresiane, di Veroli
- Suore Carmelitane Teresiane, di Verapoly
- Suore carmelitane teresiane di San Giuseppe
- Congregazione delle carmelitane di Trivandrum
- Suore del Carmelo apostolico, fondate dal vescovo carmelitano Maria Efrem Garrelon e Veronica della Passione Leeves
- Suore missionarie del catechismo
- Suore missionarie catechiste di Cristo Re
- Missionarie catechiste della Divina Provvidenza
- Suore catechiste francescane
- Suore catechiste di Gesù crocifisso
- Missionarie catechiste di Gesù Redentore
- Suore catechiste guadalupane, di Saltillo, fondate dal vescovo Jesús María Echavarría y Aguirre
- Suore catechiste di Maria Santissima
- Suore catechiste di Nostra Signora di Lourdes
- Missionarie catechiste dei poveri, fondate dal vescovo José Juan de Jésus Herrera y Piña

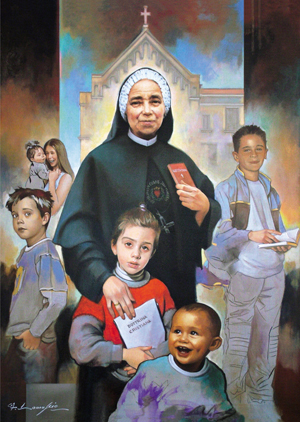
Giulia Salzano, fondatrice delle Suore Catechiste del Sacro Cuore

- Suore catechiste del Sacro Cuore, di Casoria, fondate da santa Giulia Salzano
- Suore missionarie catechiste del Sacro Cuore
- Missionarie catechiste di San Giuseppe
- Missionarie catechiste di Santa Teresa del Bambino Gesù
- Suore cellitine secondo la Regola di Sant'Agostino
- Suore insegnanti del cenacolo domenicano, fondate da Ermelinda Rigon
- Figlie della Chiesa
- Suore cieche di San Paolo, di Parigi
- Suore cistercensi della carità
- Suore clarisse francescane missionarie del Santissimo Sacramento
- Suore clarisse della Santissima Annunziata
- Missionarie clarisse del Santissimo Sacramento, fondate dalla beata Maria Agnese Teresa del Santissimo Sacramento Arias Espinosa
- Suore compassioniste serve di Maria, di Sacnzano, fondate dalla beata Maria Maddalena della Passione Starace
- Religiose della comunicazione sociale
- Concezioniste argentine
- Religiose concezioniste missionarie dell'insegnamento, di Madrid, fondate da santa Maria Carmela Sallés y Barangueras
- Sorelle concezioniste al servizio dei poveri

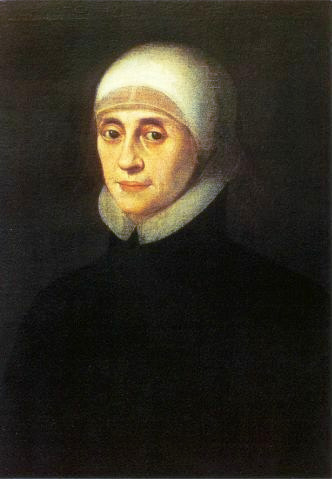
Mary Ward, fondatrice delle Dame Inglesi

- Congregatio Jesu, o Dame Inglesi, fondate da Mary Ward
- Suore missionarie della Consolata, fondate dal beato Giuseppe Allamano con l'aiuto di Giacomo Camisassa
- Suore consolatrici del Divino Cuore di Gesù
- Suore convittrici del Bambin Gesù, di San Severino
- Suore francescane cooperatrici parrocchiali dell'Assunzione
- Cooperatrici parrocchiali di Cristo Re
- Ancelle di Gesù del Cottolengo di Padre Alegre
- Missionarie di Cristo, fondate dal vescovo José Gaspar d'Afonseca e Silva
- Suore di Cristo, ovvero Unione Mysterium Christi
- Suore di Cristo al Getsemani
- Ancelle di Cristo Re
- Figlie di Cristo Re
- Piccole ancelle di Cristo Re
- Suore missionarie di Cristo Re, fondate da François-Xavier Ross, vescovo di Gaspé
- Suore missionarie di Cristo Re per gli emigrati polacchi
- Ancelle di Cristo Sacerdote, di Bogotà

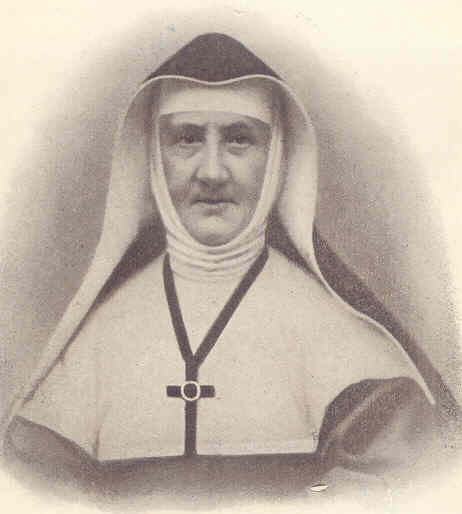
Maria Teresa del Sacro Cuore di Gesù Haze, fondatrice delle Figlie della Croce

- Figlie della Croce, di Liegi, fondate dalla beata Maria Teresa del Sacro Cuore di Gesù Haze
- Figlie della Croce, di Palermo

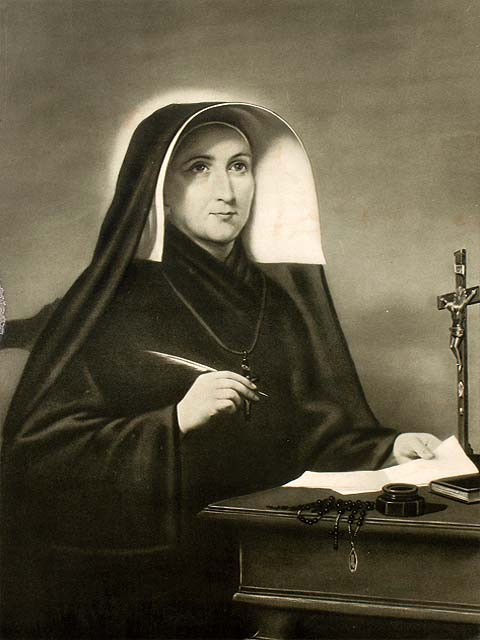
Giovanna Elisabetta Bichier des Ages, fondatrice delle Figlie della Croce

- Figlie della Croce, dette di Sant'Andrea, di Maillé, fondate dai santi Andrea Uberto Fournet e Giovanna Elisabetta Bichier des Ages

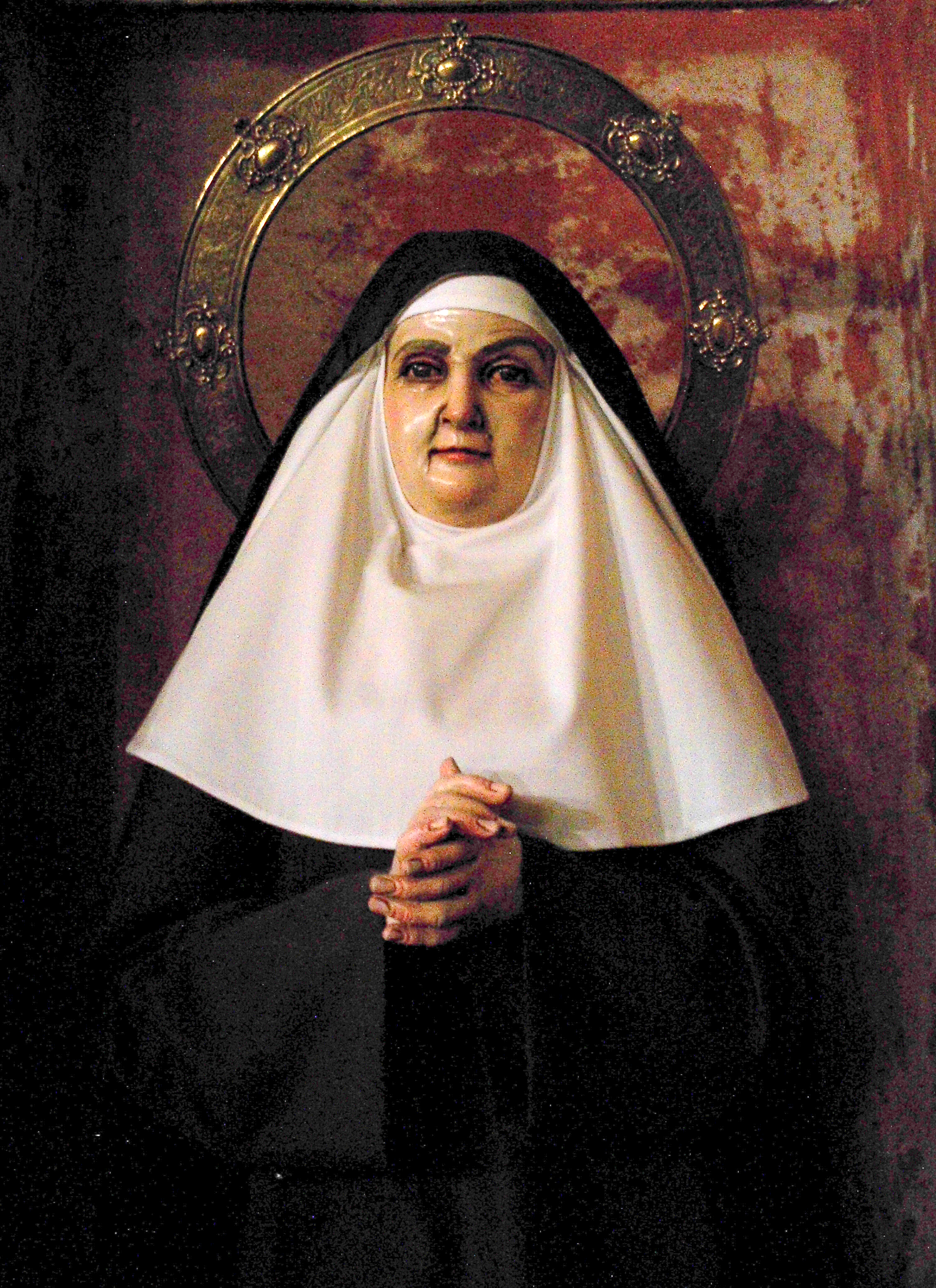
Angela della Croce Guerrero González, fondatrice della Compagnia della Croce

- Sorelle della compagnia della Croce, di Siviglia, fondate da santa Angela della Croce Guerrero González
- Suore della Croce, di Chavenod
- Suore della Croce, di Strasburgo
- Suore della Croce del Sacro Cuore di Gesù
- Missionarie crociate della Chiesa, boliviane, fondate dalla beata Nazaria Ignacia March Mesa
- Suore crocifisse adoratrici dell'Eucaristia
- Figlie del Crocifisso
- Suore del Cuore eucaristico di Gesù, fondate in Nigeria dal vescovo missionario Leo Hale Taylor
- Ancelle del Cuore di Gesù, di Córdoba, fondate dalla beata Caterina di Maria Rodríguez
- Ancelle del Cuore di Gesù, di Strasburgo, fondate da Oliva Uhlrich

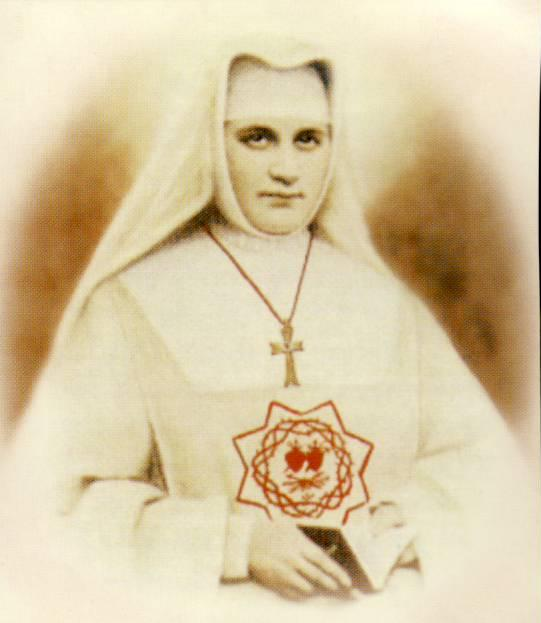
Maria di Gesù Deluil-Martiny, fondatrice delle Figlie del Cuore di Gesù

- Figlie del Cuore di Gesù, di Berchem, fondate dalla beata Maria di Gesù Deluil-Martiny
- Oblate del Cuore di Gesù, fondate dalla beata Louise-Thérèse de Montaignac de Chauvance
- Religiose del Cuore di Gesù
- Suore del Cuore di Gesù Sacramentato, di Guadalajara, fondate da san José María Robles Hurtado
- Figlie del Cuore Immacolato di Maria
- Missionarie del Cuore Immacolato di Maria
- Missionarie ancelle del Cuore Immacolato di Maria
- Piccole suore del Cuore Immacolato di Maria, fondate dal beato cappuccino Onorato da Biała
- Suore del Cuore Immacolato di Maria, di Baguio, fondate dal vescovo missionario William Brasseur
- Suore del Cuore Immacolato di Maria, di Blon
- Suore del Cuore Immacolato di Maria, di Los Angeles
- Suore del Cuore Immacolato di Maria, di Nagasaki
- Suore del Cuore Immacolato di Maria, di Porto Alegre, fondate dalla beata Maria Barbara della Santissima Trinità Maix
- Suore Ancelle del Cuore Immacolato di Maria, di Monroe
- Suore Ancelle del Cuore Immacolato di Maria, di Immaculata
- Suore Ancelle del Cuore Immacolato di Maria, di Scranton
- Suore Ancelle del Cuore Immacolato di Maria, Suore del Buon Pastore
- Suore missionarie del Cuore Immacolato di Maria, fondate da Marie Louise De Meester
- Suore del Cuore Immacolato di Maria, Madre di Cristo, fondate in Nigeria dal vescovo missionario Charles Heerey
- Figlie del Cuore di Maria
- Missionarie del Cuore di Maria
- Missionarie figlie del Cuore di Maria, fondate dalla beata Anna Maria Janer Anglarill
- Società delle figlie del Cuore di Maria, fondate dal gesuita Pierre-Joseph Picot de Clorivière insieme con Adélaïde-Marie Champion de Cicé
- Suore figlie del Cuore Purissimo di Maria, fondate dal beato cappuccino Onorato da Biała
- Suore dimesse figlie di Maria Immacolata
- Ancelle del Divin Cuore, fondate dal beato cardinale Marcelo Spínola y Maestre
- Suore del Divin Cuore di Gesù
- Missionarie del Divin Maestro
- Pie discepole del Divin Maestro, di Alba, fondate dal beato Giacomo Alberione con Scolastica Rivata

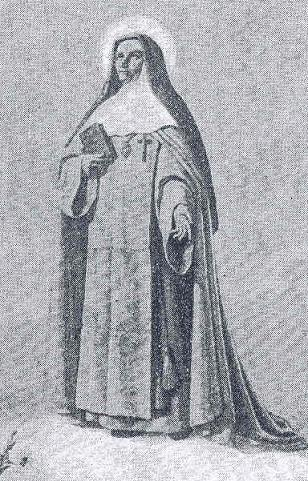
Maria di Sant'Eufrasia Pelletier, fondatrice delle Suore di Nostra Signora della Carità del Buon Pastore

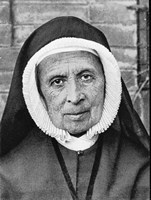
Teresa Couderc, fondatrice delle Suore di Nostra Signora del Ritiro al Cenacolo

- Suore di Nostra Signora della Mercede del Divin Maestro
- Suore del Divin Pastore

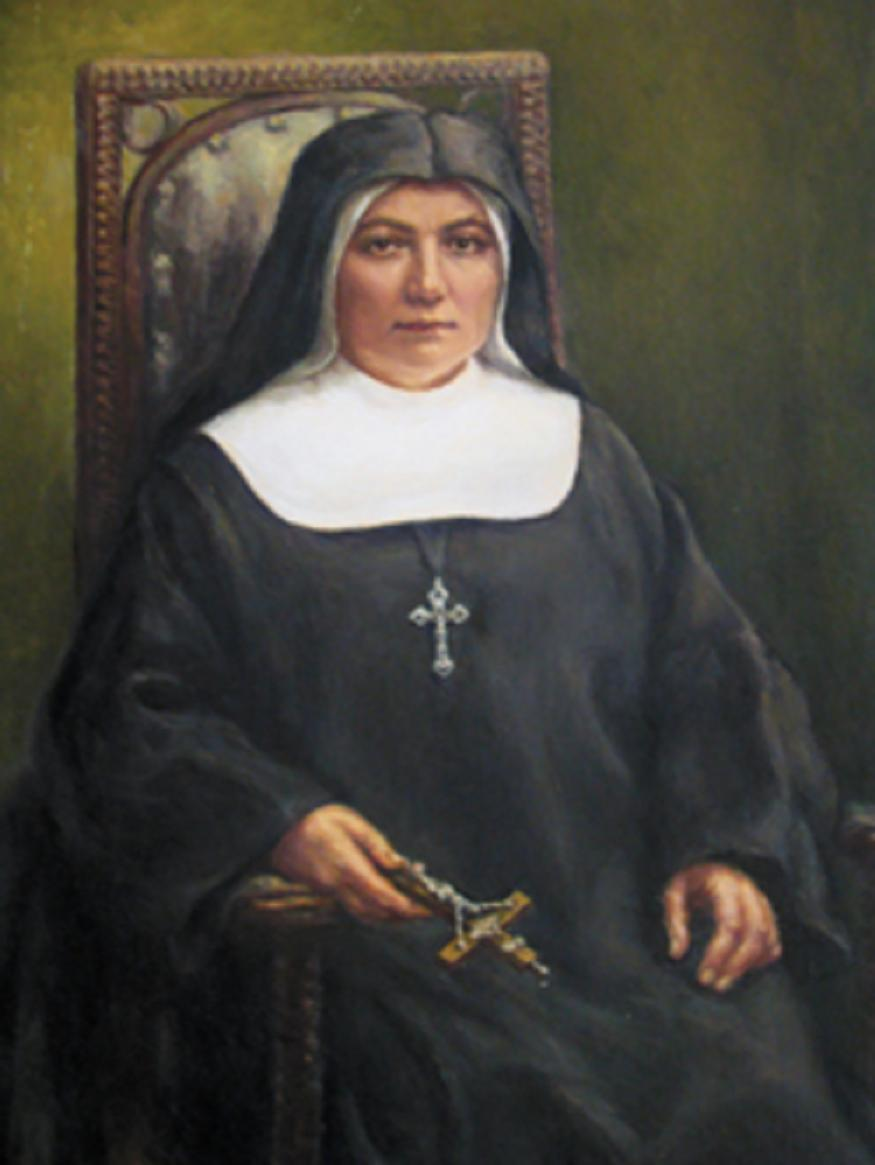
Maria Karłowska, fondatrice delle Suore del Divin Pastore della Provvidenza Divina

- Suore del Divin Pastore della Provvidenza Divina, fondate dalla beata Maria Karłowska
- Suore del Divin Redentore, di Giavarino
- Figlie del Divin Salvatore, di Buenos Aires, fondate dalla beata Maria Antonia di San Giuseppe de Paz y Figueroa
- Figlie del Divin Salvatore, del Salvador, fondate dal vescovo salesiano Pedro Arnoldo Aparicio y Quintanilla
- Suore del Divin Salvatore, dette Salvatoriane, fondate dalla beata Maria degli Apostoli von Wüllenweber
- Figlie della Divina Pastora, Pio istituto calasanziano, fondato dallo scolopio beato Faustino Míguez González
- Suore della divina volontà, fondate dalla beata Gaetana Sterni
- Suore delle divine vocazioni, dette Vocazioniste, fondate dal beato Giustino Russolillo
- Figlie del Divino Amore, fondate dal vescovo spiritano Godfrey Okoye
- Suore del Divino Amore
- Figlie del Divino Zelo, fondate da sant'Annibale Maria Di Francia
- Figlie della Vergine dei Dolori
- Piccole suore domenicane
- Suore Domenicane, di Springfield
- Suore domenicane di Adelaide Nord
- Suore domenicane ancelle del Signore
- Suore domenicane degli Angeli, di Curzola
- Religiose domenicane dell'Annunziata, di Madrid, fondate dal domenicano san Francesco Coll Guitart
- Suore domenicane dell'Australia Occidentale
- Suore domenicane dell'Australia Orientale
- Suore Domenicane della Beata Imelda, di Bratislava
- Suore domenicane della Beata Imelda, fondate da Pio Giocondo Lorgna
- Suore Domenicane di Betania, di Bogotà, fondate dal vescovo Jesús Antonio Castro Becerra
- Suore domenicane di Betania, fondate dal domenicano beato Marie-Jean-Joseph Lataste
- Suore terziarie domenicane di Betania di Venlo
- Suore domenicane di Boemia
- Suore domenicane della Congregazione francese di Santa Caterina da Siena
- Suore domenicane della Congregazione inglese di Santa Caterina da Siena, di Stone
- Suore domenicane della Congregazione di Nostra Signora del Sacro Cuore, di Grand Rapids
- Suore Domenicane della Congregazione di Nostra Signora del Santo Rosario, dette Cubane, di Bogotà
- Suore Domenicane della Congregazione di Nostra Signora del Santo Rosario, di Monteils
- Suore domenicane della Congregazione della Regina del Santo Rosario, di Mission Saint Jose
- Suore domenicane della Congregazione romana di San Domenico
- Suore domenicane della Congregazione del Sacro Cuore
- Suore Domenicane della Congregazione di Santa Caterina da Siena, di King William's Town
- Suore Domenicane della Congregazione di Santa Caterina da Siena, di Oakford
- Suore Domenicane della Congregazione di Santa Caterina da Siena, di Racine
- Suore Domenicane della Congregazione di Santa Caterina da Siena, di Voorschoten
- Suore Domenicane della Congregazione di Santa Caterina da Siena, di Kenosha
- Suore Domenicane della Congregazione di Santa Caterina da Siena, di Newcastle
- Suore domenicane della Congregazione di Santa Cecilia
- Suore domenicane della Congregazione di Santa Maria Maddalena
- Suore domenicane della Congregazione del Santo Nome di Gesù
- Suore Domenicane della Congregazione del Santo Rosario, di Adrian
- Suore Domenicane della Congregazione del Santo Rosario, di Sinsinawa
- Suore domenicane della dottrina cristiana
- Suore domenicane figlie del Santo Rosario, di Pompei
- Suore domenicane dell'Immacolata Concezione
- Domenicane infermiere della Congregazione del Cuore Immacolato di Maria
- Suore domenicane dell'insegnamento dell'Immacolata Concezione
- Suore domenicane di Malta
- Suore domenicane di Maria
- Suore domenicane di Maryknoll
- Suore domenicane missionarie delle campagne
- Suore domenicane missionarie di Nostra Signora di La Délivrande
- Suore domenicane missionarie della Sacra Famiglia, fondate nelle Canarie dal vescovo José Cueto Díez de la Maza
- Suore domenicane missionarie del Sacro Cuore di Gesù
- Suore domenicane missionarie di San Sisto
- Domenicane di Nostra Signora delle Grazie
- Suore domenicane di Nostra Signora del Rosario di Fátima
- Suore domenicane di Nostra Signora del Rosario e Santa Caterina da Siena, di Cabra
- Suore domenicane della Nuova Zelanda
- Suore domenicane della pace

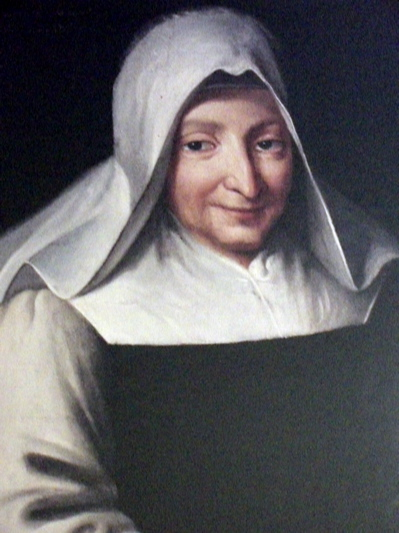
Marie Poussepin, fondatrice delle Suore di Carità Domenicane della Presentazione della Santa Vergine

- Suore di carità domenicane della Presentazione della Santa Vergine, di Tours, fondate dalla beata Marie Poussepin
- Suore missionarie domenicane del Rosario, fondate dalla beata Ascensión Nicol Goñi
- Suore domenicane del Sacro Cuore di Gesù
- Domenicane di Santa Caterina da Siena, di Bogotá
- Domenicane di Santa Caterina da Siena, di Arenberg
- Religiose domenicane di Santa Caterina da Siena, delle Filippine
- Suore Domenicane di Santa Caterina da Siena, di Benfica
- Suore Domenicane di Santa Caterina da Siena, di Albi
- Suore domenicane della Santa Croce, del Sud Australia
- Suore domenicane di San Giuseppe
- Suore domenicane di Santa Maria
- Suore domenicane di Santa Maria dell'Arco
- Suore domenicane di Santa Maria del Rosario, di Iolo, fondate da don Didaco Bessi
- Domenicane del Santo Nome di Gesù
- Suore domenicane del Santo Nome di Gesù
- Suore Domenicane di Santa Rosa da Lima, di Mérida
- Suore Domenicane di Santa Rosa da Lima, di Hawtorne, fondate da Maria Alfonsa Hawthorne Lathrop
- Suore Domenicane di Santa Rosa da Lima, di Roma
- Suore Domenicane del Santo Rosario, di Buenos Aires
- Suore Domenicane del Santo Rosario, di Melegnano
- Domenicane del Santo Rosario delle Filippine
- Suore domenicane del Santissimo Sacramento
- Suore domenicane di San Tommaso d'Aquino
- Unione delle suore domenicane di San Tommaso d'Aquino
- Domenicane della Santissima Trinità
- Suore domenicane della speranza
- Missionarie della Dottrina Cristiana, dell'Aquila
- Missionarie della Dottrina Cristiana, di Madrid
- Suore della Dottrina Cristiana, di Mislata
- Suore della Dottrina Cristiana, di Nancy
- Suore dell'educazione cristiana
- Ancelle dell'Eucaristia
- Missionarie dell'Eucaristia
- Religiose dell'Eucaristia
- Ancelle eucaristiche
- Piccole missionarie eucaristiche
- Suore missionarie eucaristiche di Maria Immacolata, fondate da Ignacio de Alba y Hernández, vescovo di Colima
- Missionarie eucaristiche della Santissima Trinità
- Suore eucaristiche di San Vincenzo Pallotti
- Suore della famiglia di Betania
- Suore della famiglia del Cuore di Gesù
- Suore della famiglia del Sacro Cuore di Gesù, di Brentana
- Suore del famulato cristiano
- Missionarie della fanciullezza
- Fedeli compagne di Gesù
- Filippesi figlie di Maria Addolorata
- Religiose filippesi missionarie dell'insegnamento
- Missionarie eucaristiche francescane
- Suore francescane di Dillingen
- Suore francescane di Oirschot
- Suore francescane di Allegany
- Suore francescane di Chicago
- Suore francescane di Gnadenthal
- Suore francescane di Oldenburg
- Suore francescane di Peoria
- Suore francescane di Glen Riddle
- Suore francescane di Sint Lucia
- Suore francescane di Syracuse
- Suore francescane di Mill Hill
- Suore missionarie francescane, di Córdoba, fondate dalla beata Maria del Transito di Gesù Sacramentato Cabanillas
- Suore terziarie francescane
- Suore francescane adoratrici della Santa Croce, fondate da Maria Luigia del Santissimo Sacramento Velotti

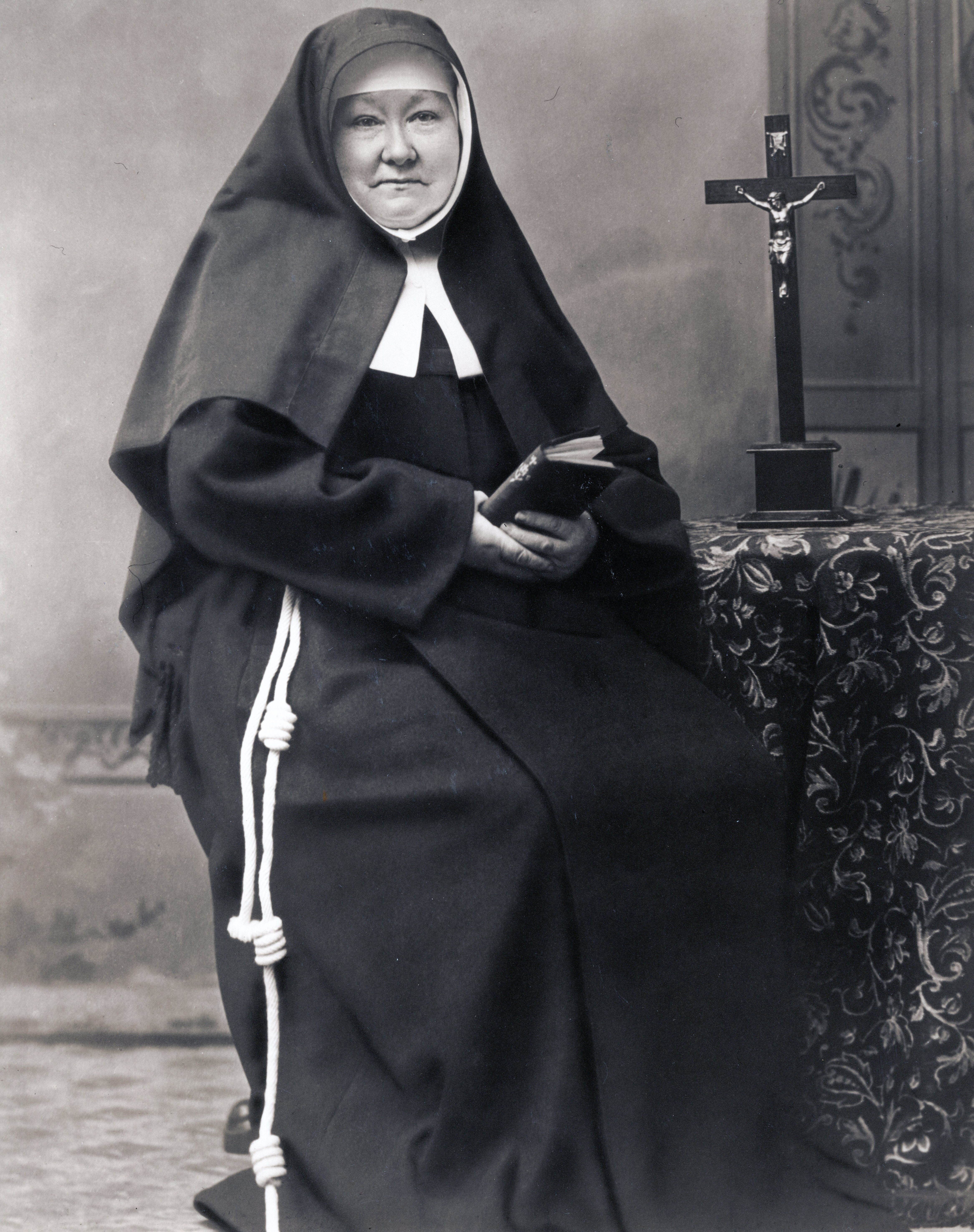
Maria Teresa Bonzel, fondatrice delle Povere Suore Francescane dell'Adorazione Perpetua

- Povere suore francescane dell'adorazione perpetua, di Olpe, fondate dalla beata Maria Teresa Bonzel
- Suore francescane dell'adorazione perpetua
- Suore francescane degli afflitti, fondate dal beato cappuccino Onorato da Biała
- Suore francescane alcantarine
- Francescane ancelle della Croce di Laski, fondate dalla beata Róża Czacka
- Francescane ancelle di Maria, di Blois, fondate da Marie-Virginie Vaslin
- Suore francescane ancelle di Maria, di Firenze
- Suore francescane angeline
- Suore francescane apostoliche
- Suore francescane della Beata Angelina, di Foligno, fondate dalla beata Angelina di Marsciano
- Ancelle francescane del Buon Pastore, fondate da Angela Rosa Napoli
- Suore francescane della carità
- Suore Francescane della Carità Cristiana, di Manitowic
- Suore Francescane della Carità Cristiana, di Vienna
- Suore francescane della Congregazione di Nostra Signora di Lourdes
- Suore francescane di Cristo Re
- Suore scolastiche francescane di Cristo Re
- Suore francescane del Cuore di Gesù
- Suore francescane del Cuore Immacolato di Maria, di Pondicherry
- Suore francescane del Cuore di Maria
- Missionarie francescane della Divina Maternità
- Suore terziarie francescane elisabettine, di Padova, fondate dalla beata Elisabetta Vendramini
- Suore francescane elisabettine, Bigie
- Suore francescane dell'espiazione, dell'Atonement
- Suore francescane dell'Eucaristia
- Suore francescane della famiglia di Maria, di Varsavia, fondate da san Sigismondo Felice Feliński
- Suore francescane figlie della misericordia
- Suore francescane figlie dei Sacri Cuori di Gesù e Maria
- Suore francescane di Gesù Crocifisso
- Religiose francescane del gregge di Maria
- Suore missionarie francescane di Guadalupe, fondate da Lino Aguirre García, vescovo di Culiacán
- Suore Francescane dell'Immacolata, fondate da Stefano Maria Manelli
- Suore Francescane dell'Immacolata, di San Piero a Ponti
- Suore Francescane dell'Immacolata, di Sebenico
- Religiose Francescane dell'Immacolata Concezione, di Lima
- Religiose Francescane dell'Immacolata Concezione, di Valencia
- Suore Francescane dell'Immacolata Concezione, di Palagano
- Suore Francescane dell'Immacolata Concezione, di Ragusa di Dalmazia
- Suore Francescane dell'Immacolata Concezione, di Glasgow
- Suore Francescane dell'Immacolata Concezione, di Graz
- Suore Francescane dell'Immacolata Concezione, del Messico
- Suore Francescane dell'Immacolata Concezione, di Lipari
- Suore Francescane dell'Immacolata Concezione, di Lons-le-Saunier

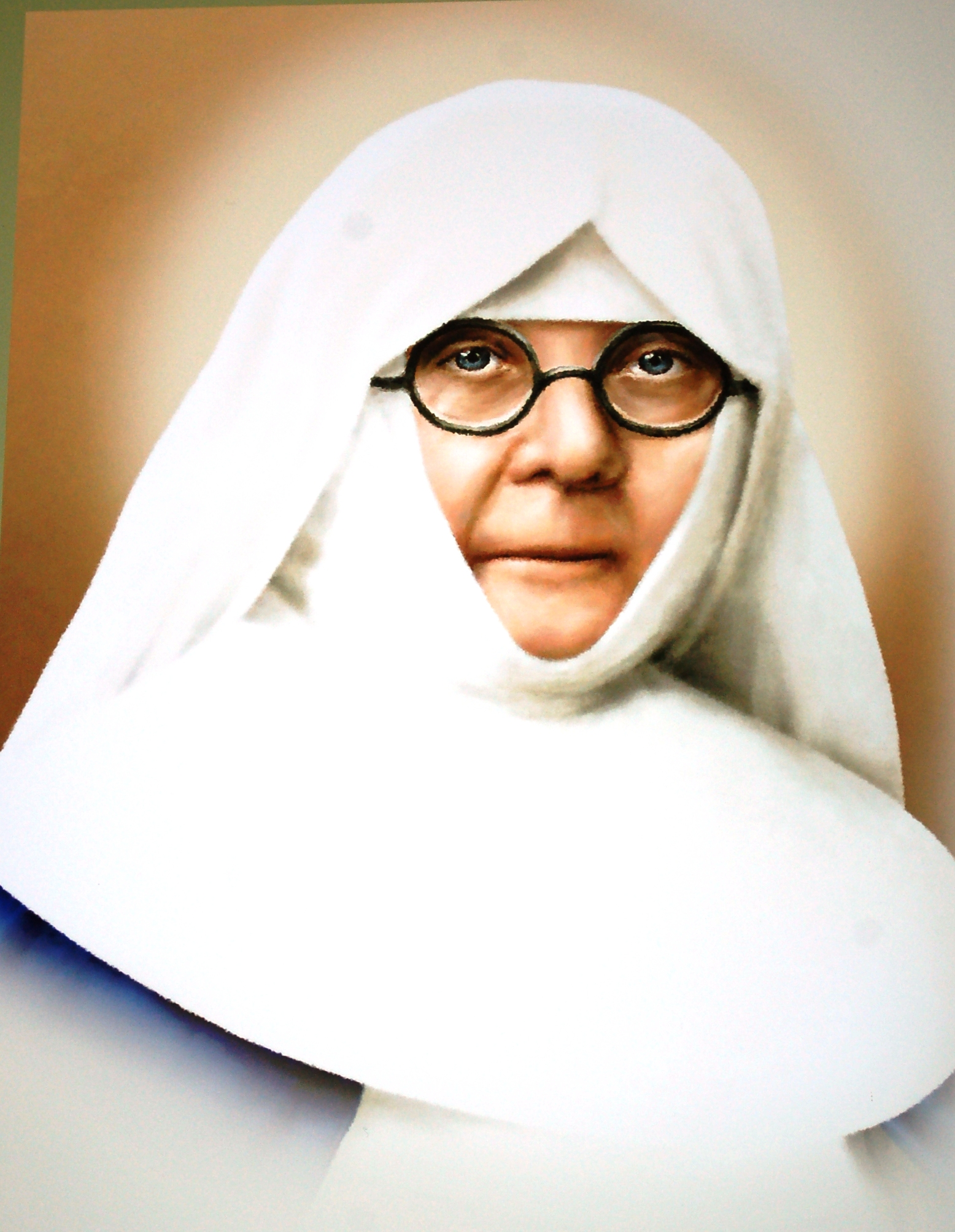
Maria Marcellina dell'Immacolata Concezione Darowska, fondatrice delle Suore dell'Immacolata Concezione della Beata Vergine Maria

- Suore Francescane dell'Immacolata Concezione della Beata Vergine Maria, di Olomouc
- Suore Francescane dell'Immacolata Concezione della Beata Vergine Maria, di Bonlanden
- Suore francescane dell'Immacolata Concezione della Madre di Dio
- Suore missionarie francescane dell'Immacolata Concezione di Maria, fondate a Belle Praire da Maria Ignazia di Gesù Hayes
- Suore francescane immacolatine, di Pietradefusi, ispirate dalla beata Teresa Manganiello
- Suore francescane dell'Immacolato Cuore di Maria
- Suore francescane insegnanti, di Praga
- Suore francescane di Little Falls, derivate dalla fondazione fatta a Belle Praire da Maria Ignazia di Gesù Hayes
- Piccole francescane di Maria
- Suore francescane di Maria
- Suore Francescane di Maria Immacolata, di Túquerres, fondate dalla beata Maria Carità dello Spirito Santo
- Suore Francescane di Maria Immacolata, di Joliet
- Suore Francescane della Misericordia, di Lussemburgo
- Suore Francescane della Misericordia, di Opava

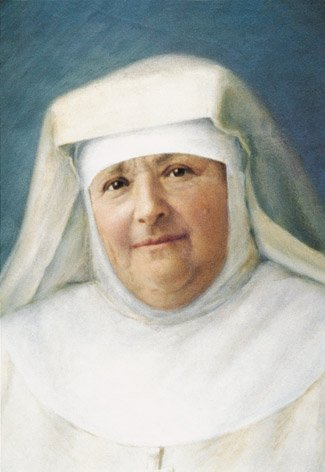
Maria della Passione de Chappotin de Neuville, fondatrice delle francescane missionarie di Maria

- Suore francescane missionarie per l'Africa
- Suore francescane missionarie di Assisi
- Suore francescane missionarie di Cristo, di Sant'Onofrio
- Suore francescane missionarie di Cristo Re
- Suore francescane missionarie del Cuore Immacolato di Maria, dette d'Egitto, fondate dalla beata Maria Caterina di Santa Rosa Troiani
- Suore francescane missionarie di Gesù Bambino, fondate da Maria Giuseppa di Gesù Bambino Micarelli
- Religiose francescane missionarie dell'Immacolata
- Religiose francescane missionarie dell'Immacolata Concezione
- Francescane missionarie della Madre del Divin Pastore, fondate dalla beata María Ana Mogas Fontcuberta

- Suore francescane missionarie di Maria, fondate dalla beata Maria della Passione de Chappotin de Neuville
- Suore francescane missionarie di Maria Ausiliatrice, di Bogotà, fondate da santa Maria Bernarda Bütler
- Suore francescane missionarie della Natività di Nostra Signora
- Francescane missionarie di Nostra Signora
- Suore francescane missionarie del Sacro Cuore
- Suore francescane missionarie di San Giuseppe
- Suore francescane missionarie di Susa, fondate dal vescovo beato Edoardo Giuseppe Rosaz
- Francescane di Nostra Signora dell'Apparizione
- Suore Francescane di Nostra Signora del Buon Consiglio, di Madrid
- Suore Francescane di Nostra Signora del Buon Consiglio, di Recife
- Suore francescane di Nostra Signora delle Grazie
- Suore francescane di Nostra Signora di Lourdes
- Suore francescane di Nostra Signora del Perpetuo Soccorso
- Francescane di Nostra Signora del Rifugio
- Suore francescane di Nostra Signora del Rifugio
- Suore francescane di Nostra Signora delle Vittorie
- Suore francescane ospedaliere dell'Immacolata Concezione, fondate dalla beata Maria Chiara di Gesù Bambino Galvão Mexia Telles de Albuquerque
- Suore francescane ospedaliere di Santa Chiara, di Pisa
- Suore francescane ospedaliere di Santa Elisabetta
- Suore Francescane della Penitenza e della Carità, di Milwaukee
- Suore Francescane della Penitenza e della Carità, di Tiffin
- Suore francescane della penitenza e della carità cristiana, di Heythuizen
- Suore francescane dei poveri
- Suore francescane della Presentazione di Maria
- Suore francescane della Provvidenza
- Religiose francescane della Purissima Concezione
- Suore francescane del Regno di Gesù Cristo
- Suore francescane regolari di Ognissanti
- Ancelle francescane riparatrici di Gesù Sacramentato
- Francescane della Sacra Famiglia, di Eupen
- Suore francescane della Sacra Famiglia di Gesù, Maria e Giuseppe, di Dubuque

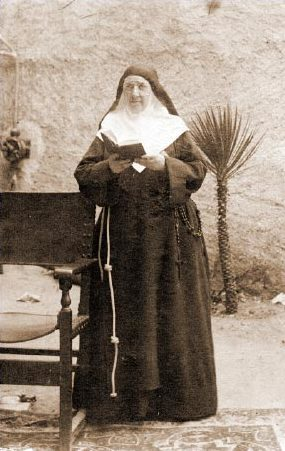
Maria del Carmelo di Gesù Bambino González-Ramos, fondatrice delle Suore Francescane dei Sacri Cuori

- Suore Francescane dei Sacri Cuori, di Antequera, fondate dalla beata Maria del Carmelo di Gesù Bambino González-Ramos
- Suore Francescane dei Sacri Cuori, di Capua
- Suore francescane del Sacro Cuore
- Suore Francescane del Sacro Cuore di Gesù, di Caracas
- Suore Francescane del Sacro Cuore di Gesù, di Rio de Janeiro
- Suore francescane di Sant'Anna
- Suore francescane della Santissima Annunziata
- Suore francescane di Sant'Antonio
- Suore francescane di Santa Chiara
- Suore Francescane di Sant'Elisabetta, di Pratovecchio
- Suore Francescane di Sant'Elisabetta, di Humboldt
- Suore Francescane di Sant'Elisabetta, di Bad Kissingen
- Suore francescane di Santa Filippa Mareri
- Francescane di San Giorgio Martire, di Thuine
- Suore Francescane di San Giuseppe, di Hamburg
- Suore Francescane di San Giuseppe, di Chennai
- Suore Francescane di San Giuseppe, di Curitiba
- Suore Francescane di San Giuseppe, di Stevens Point
- Suore francescane di San Luigi Gonzaga
- Francescane di Santa Maria degli Angeli, di Waldbreitbach, fondate dalla beata Maria Rosa Flesch
- Suore francescane di Santa Maria degli Angeli, di Angers
- Suore francescane del Signore della Città
- Suore francescane dello Spirito Santo, di Montpellier, fondate da Francesca dello Spirito Santo Baron
- Suore missionarie francescane del Verbo Incarnato
- Fraternità delle piccole sorelle di Gesù
- Suore gerardine di Sant'Antonio Abate
- Discepole di Gesù, di Valladolid, fondate dal beato Pedro Ruiz de los Paños y Ángel
- Figlie di Gesù, di Kermaria
- Figlie di Gesù, di Salamanca, fondate da santa Candida Maria di Gesù Cipitria y Barriola
- Figlie di Gesù, di Verona
- Serve di Gesù, di Caracas, fondate dalla beata María Carmen Rendiles Martínez
- Suore ancelle di Gesù, fondate dal beato cappuccino Onorato da Biała
- Ancelle di Gesù Bambino, di Venezia
- Figlie di Gesù Buon Pastore
- Serve di Gesù della carità, di Bilbao, fondate da santa Maria Giuseppa del Cuore di Gesù Sancho de Guerra
- Missionarie di Gesù Cristo
- Povere ancelle di Gesù Cristo, di Dernbach, fondate dalla beata Katharina Kasper
- Serve di Gesù Cristo
- Missionarie di Gesù Crocifisso
- Missionarie figlie di Gesù Crocifisso
- Suore benedettine di Gesù Crocifisso, di Brou-sur-Chantereine
- Suore missionarie di Gesù Crocifisso, di Campinas, fondate da Francisco de Campos Barreto
- Missionarie di Gesù Eterno Sacerdote
- Suore ancelle di Gesù nell'Eucaristia, fondate dal vescovo mariano beato Jurgis Matulaitis
- Suore discepole di Gesù Eucaristico
- Suore missionarie di Gesù lavoratore
- Ancelle di Gesù-Maria

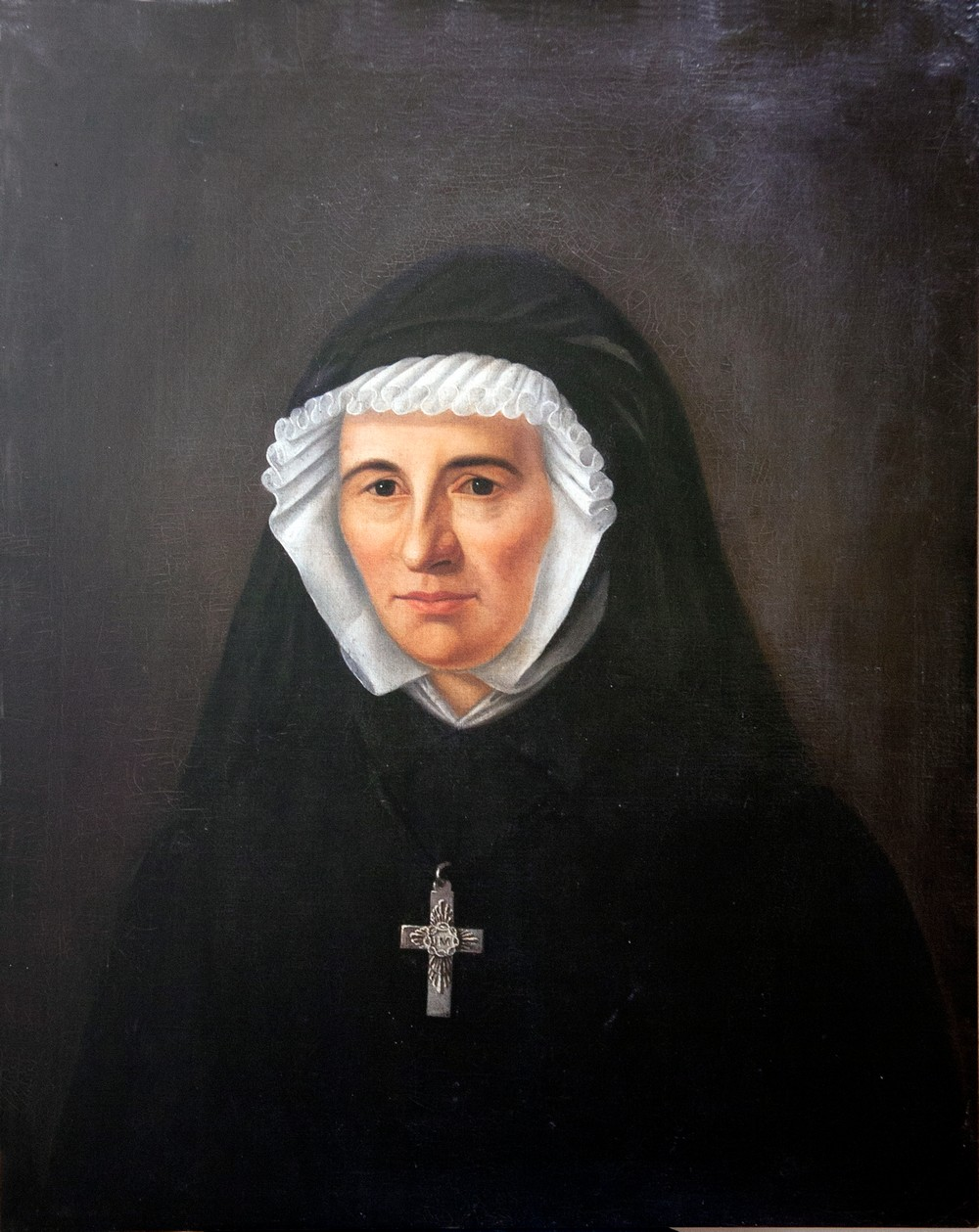
Maria di Sant'Ignazio Thévenet, fondatrice delle Religiose di Gesù-Maria

- Religiose di Gesù-Maria, di Lione, fondate da santa Maria di Sant'Ignazio Thévenet
- Missionarie di Gesù, Maria e Giuseppe
- Società di Gesù, Maria e Giuseppe
- Suore dell'Istituto di Gesù, Maria e Giuseppe, fondate dalla beata Rita Amata di Gesù Lopes de Almeida
- Suore di carità di Gesù e di Maria, Madre del Buon Soccorso
- Suore di Gesù misericordioso, fondate dal beato Michał Sopoćko
- Missionarie di Gesù Ostia
- Suore di Gesù Redentore, già dette del Patrocinio di San Giuseppe
- Missionarie di Gesù Sacerdote
- Serve di Gesù Sacramentato, di Buenos Aires
- Serve di Gesù Sacramentato, di Guadalajara, fondate da Silviano Carrillo Cárdenas
- Suore di Gesù Servitore
- Missionarie di Gesù Verbo e Vittima, fondate dal vescovo missionario Friedrich Kaiser Depel
- Suore del Getsemani, fondate dal sacerdote Giovanni Battista Manzella
- Suore girolamine dell'adorazione
- Suore giuseppine della carità
- Giuseppine della Santissima Trinità
- Suore grigie dell'Immacolata Concezione
- Suore grigie del Sacro Cuore
- Suore grigie del Terz'ordine di San Francesco
- Suore missionarie guadalupane
- Missionarie guadalupane di Cristo Re
- Ancelle guadalupane di Cristo Sacerdote
- Suore guadalupane di La Salle
- Suore missionarie guadalupane dello Spirito Santo
- Iesu Communio
- Ancelle dell'Immacolata, di Capua
- Ancelle dell'Immacolata, di Parma, fondate dalla beata Anna Maria Adorni
- Figlie di Maria Vergine Immacolata
- Missionarie dell'Immacolata
- Sorelle dell'Immacolata
- Suore dell'Immacolata, di Genova, fondate da sant'Agostino Roscelli
- Ancelle dell'Immacolata bambina
- Figlie dell'Immacolata Concezione
- Piccole ancelle dell'Immacolata Concezione, di Stara Wieś, derivate dalla fondazione del beato Edmund Bojanowski

- Piccole suore dell'Immacolata Concezione, di São Paulo, fondate da santa Paolina del Cuore Agonizzante di Gesù Visintainer
- Serve dell'Immacolata Concezione, fondate da José Abraham Martínez Betancourt, vescovo di Tacámbaro
- Suore dell'Immacolata Concezione, di Annecy
- Suore dell'Immacolata Concezione, di Madurai
- Suore dell'Immacolata Concezione, di Ouagadougou
- Suore ancelle della Genitrice di Dio Vergine Immacolata Concezione, di Dębica, derivate dalla fondazione del beato Edmund Bojanowski
- Suore di Carità dell'Immacolata Concezione, di Ivrea
- Suore di Carità dell'Immacolata Concezione, di Saint John
- Suore missionarie dell'Immacolata Concezione, fondate da Délia Tétreault
- Ancelle dell'Immacolata Concezione della Beata Vergine Maria, di Luboń, derivate dalla fondazione del beato Edmund Bojanowski
- Missionarie dell'Immacolata Concezione della Beata Vergine Maria
- Suore dell'Immacolata Concezione della Beata Vergine Maria

- Suore dell'Immacolata Concezione della Beata Vergine Maria, fondate dalla beata Maria Marcellina dell'Immacolata Concezione Darowska
- Suore ancelle dell'Immacolata Concezione della Beata Vergine Maria, di Breslavia, derivate dalla fondazione del beato Edmund Bojanowski
- Suore missionarie dell'Immacolata Concezione della Madre di Dio
- Figlie dell'Immacolata Concezione di Maria
- Suore dell'Immacolata Concezione di Nostra Signora di Lourdes
- Suore missionarie dell'Immacolata Regina della Pace, di Mortara, fondate dal beato Francesco Pianzola
- Suore immacolatine
- Missionarie dell'Incarnazione
- Suore ancelle dell'Incarnazione
- Suore degli infermi di San Francesco
- Suore infermiere dell'Addolorata, di Valduce, fondate dalla beata Giovannina Franchi
- Suore infermiere di San Carlo
- Istituto della Beata Vergine Maria, Dame Inglesi, ramo irlandese
- Suore dell'Istituto catechista Dolores Sopeña, fondate dalla beata María Dolores Rodríguez Sopeña
- Istituzione Saveriana, Suore di San Francesco Saverio
- Dame dell'istruzione cristiana
- Suore della carità e dell'istruzione cristiana, di Nevers
- Suore del lavoro comune di Maria Immacolata
- Suore missionarie del lieto messaggio
- Suore di Loreto ai piedi della Croce
- Figlie della Madonna del Divino Amore
- Ancelle della Madre del Buon Pastore, fondate dal beato cappuccino Onorato da Biała
- Ancelle della Madre di Dio
- Congregazione della Madre di Dio
- Povere ancelle della Madre di Dio, fondate da Frances Margaret Taylor
- Missionarie figlie della Madre Santissima della Luce
- Suore maestre cattoliche del Sacro Cuore, fondate da José de Jesús López y González, vescovo del Aguascalientes

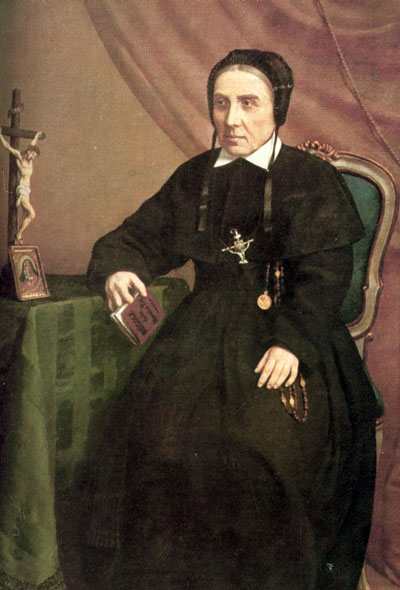
Maria Elisabetta Renzi, fondatrice delle Maestre Pie dell'Addolorata

- Maestre pie dell'Addolorata, fondate dalla beata Maria Elisabetta Renzi
- Maestre pie Filippini, fondate da santa Lucia Filippini

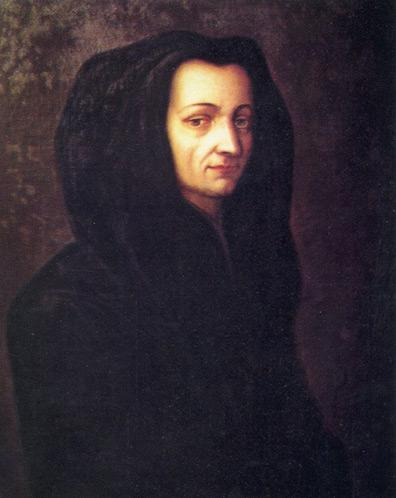
Rosa Venerini, fondatrice delle Maestre Pie

- Maestre pie Venerini, fondate da santa Rosa Venerini
- Suore di Santa Marcellina, dette Marcelline, fondate dal beato Luigi Biraghi
- Ancelle di Maria, di Anglet, fondate dal beato Louis-Édouard Cestac
- Ancelle di Maria, di Sambalpur
- Figlie di Maria della Paridaens
- Figlie di Maria di Saint-Denis
- Piccola compagnia di Maria
- Religiose della Beata Vergine Maria
- Suore di Maria
- Suore della Compagnia di Maria
- Sorelle minime della carità di Maria Addolorata, Istituto Campostrini
- Suore missionarie di Maria Aiuto dei Cristiani, di Shillong, fondate dal vescovo salesiano Stefano Ferrando

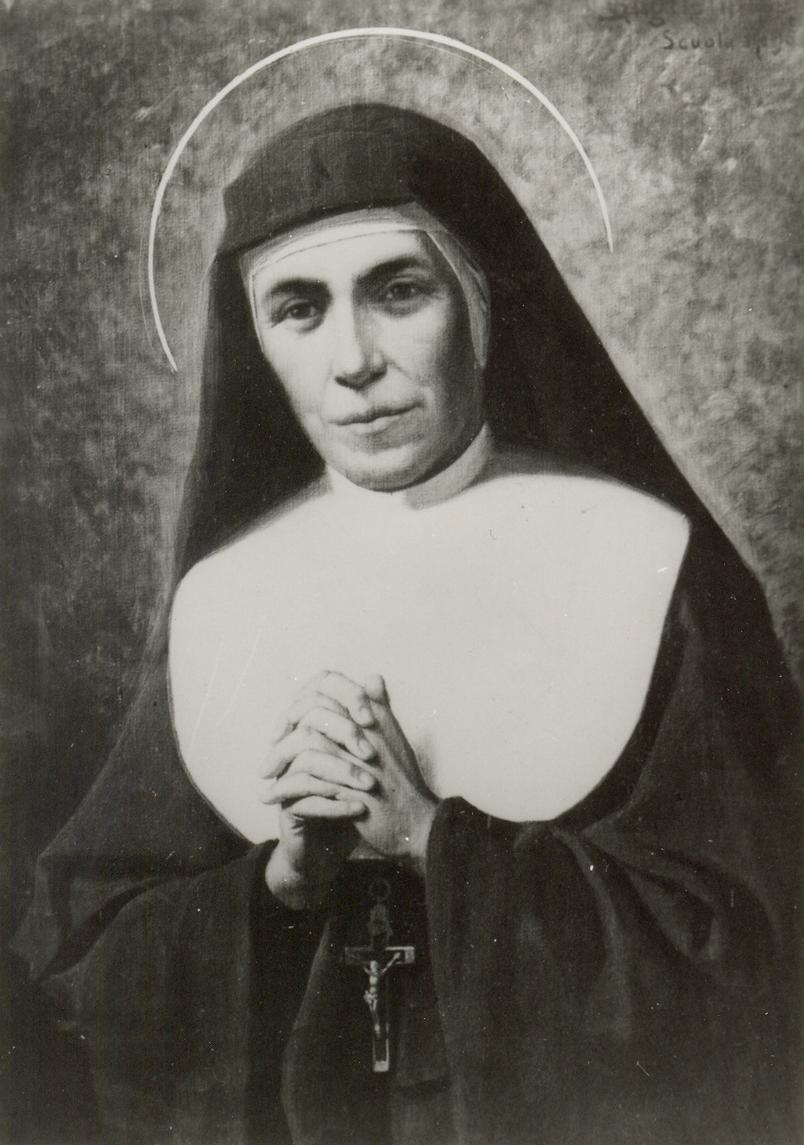
Maria Domenica Mazzarello, fondatrice delle Figlie di Maria Ausiliatrice

- Figlie di Maria Ausiliatrice, dette salesiane, fondate da san Giovanni Bosco insieme con santa Maria Domenica Mazzarello
- Suore di Maria Ausiliatrice, fondate dalla beata Maria Teresa de Soubiran La Louvière
- Figlie di Maria e Giuseppe, Dame di Maria
- Suore di carità, figlie di Maria e Giuseppe
- Suore di Maria-Giuseppe e della misericordia
- Ancelle di Maria Immacolata, di Valencia, fondate dalla beata Juana María Condesa Lluch
- Figlie di Maria Immacolata, fondate da Brigida Maria Postorino
- Figlie minime di Maria Immacolata
- Piccole missionarie di Maria Immacolata
- Religiose di Maria Immacolata, per il Servizio Domestico, di Madrid, fondate da santa Vincenza Maria López Vicuña
- Religiose di Maria Immacolata, ovvero Missionarie Claretiane, fondate da sant'Antonio Maria Claret
- Suore di Maria Immacolata, di Krishnagar, fondate dal vescovo salesiano Louis La Ravoire Morrow
- Suore di Maria Immacolata, di Breslavia
- Suore figlie di Maria Immacolata, fondate dal beato cappuccino Onorato da Biała
- Suore ospedaliere e insegnanti di Maria Immacolata
- Suore piccole ancelle della Beata Vergine Maria Immacolata, fondate dal beato cappuccino Onorato da Biała
- Figlie di Maria Immacolata di Guadalupe
- Figlie di Maria Immacolata sotto il patrocinio di San Giuseppe
- Suore missionarie di Maria Immacolata e di Santa Caterina da Siena, di Medellín, fondate da santa Laura di Santa Caterina da Siena
- Figlie di Maria, Madre della Chiesa, fondate dall'arcivescovo Teopisto Valderrama Alberto
- Figlie di Maria, Madre della Chiesa, fondate dalla beata Matilde Téllez Robles
- Figlie di Maria, Madre della Misericordia
- Suore di Maria della Medaglia Miracolosa
- Suore missionarie di Maria Mediatrice
- Serve di Maria ministre degli infermi, fondate da santa Maria Desolata Torres Acosta
- Suore della Beata Vergine Maria della Misericordia
- Figlie di Maria missionarie
- Ordine della compagnia di Maria Nostra Signora, fondato da santa Giovanna di Lestonnac
- Suore della Beata Vergine Maria Regina del Santo Rosario, dette rosarie, di Udine

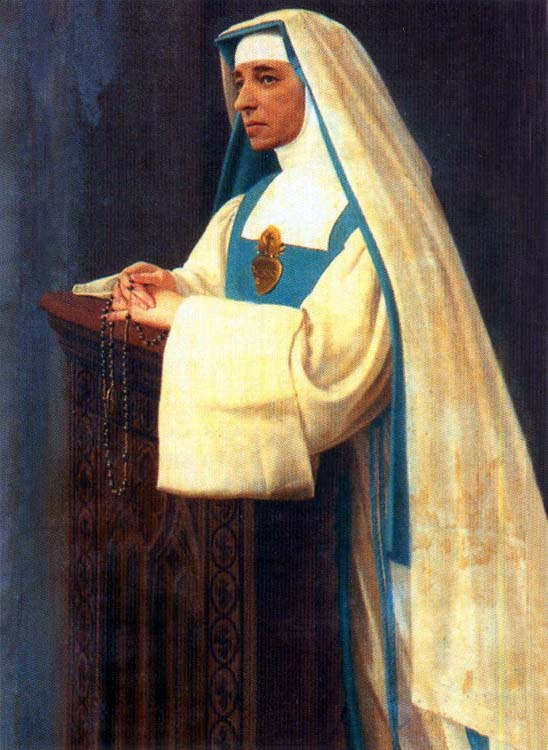
Maria di Gesù d'Oultremont, fondatrice della Società di Maria Riparatrice

- Società di Maria Riparatrice, fondate dalla beata Maria di Gesù d'Oultremont
- Suore di Maria Santissima Addolorata
- Suore serve di Maria Santissima Addolorata
- Suore di Maria Santissima Consolatrice
- Povere figlie di Maria Santissima Incoronata, Adoratrici Perpetue de Sacro Cuore di Gesù
- Figlie di Maria Santissima, Madre della Divina Provvidenza e del Buon Pastore
- Figlie di Maria Santissima dell'Orto, fondate da sant'Antonio Maria Gianelli
- Suore di Maria Teresa, Ancelle di Gesù Cristo
- Suore della Beata Maria Vergine di Loreto, di Varsavia, fondate dal beato Ignacy Kłopotowski
- Suore missionarie mariane
- Figlie di Maria Immacolata, o Marianiste, fondate dal beato Guillaume-Joseph Chaminade e dalla beata Maria della concezione
- Suore marianite di Santa Croce, di Le Mans, fondate dal beato Basile Moreau

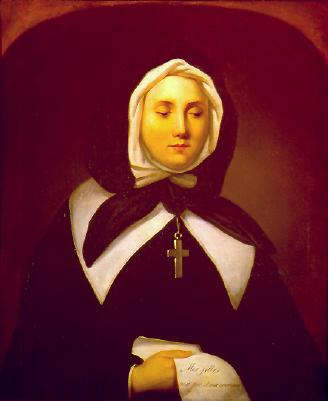
Marguerite Bourgeoys, fondatrice delle Suore della Congregazione di Nostra Signora

- Suore della Congregazione di Maria, Mariste
- Suore medico missionarie, fondate da Anna Dengel
- Medico missionarie di Maria
- Suore di Nostra Signora della Mercede
- Suore mercedarie del Bambino Gesù
- Suore della carità di Nostra Signora della Mercede, o Mercedarie della Carità, di Málaga, fondate dal beato Juan Nepomuceno Zegrí y Moreno

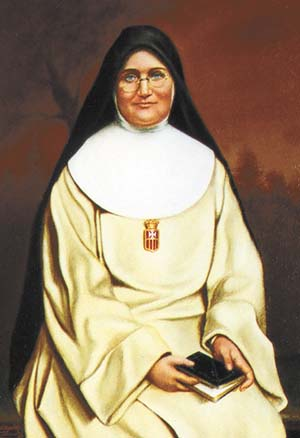
Margarita María López de Maturana, fondatrice delle Mercedarie Missionarie di Bérriz

- Suore mercedarie missionarie, di Bérriz, fondate dalla beata Margarita María López de Maturana
- Religiose di Nostra Signora della Mercede, dette di San Gervasio, di Barcellona, fondate da Lutgarda Mas y Mateu
- Mercedarie del Santissimo Sacramento
- Suore ministre degli infermi di San Camillo, fondate dalla beata Maria Domenica Brun Barbantini
- Figlie della misericordia
- Sorelle della misericordia, di Verona, fondate dai beati Carlo Steeb e Vincenza Maria Poloni
- Suore della misericordia di Billom

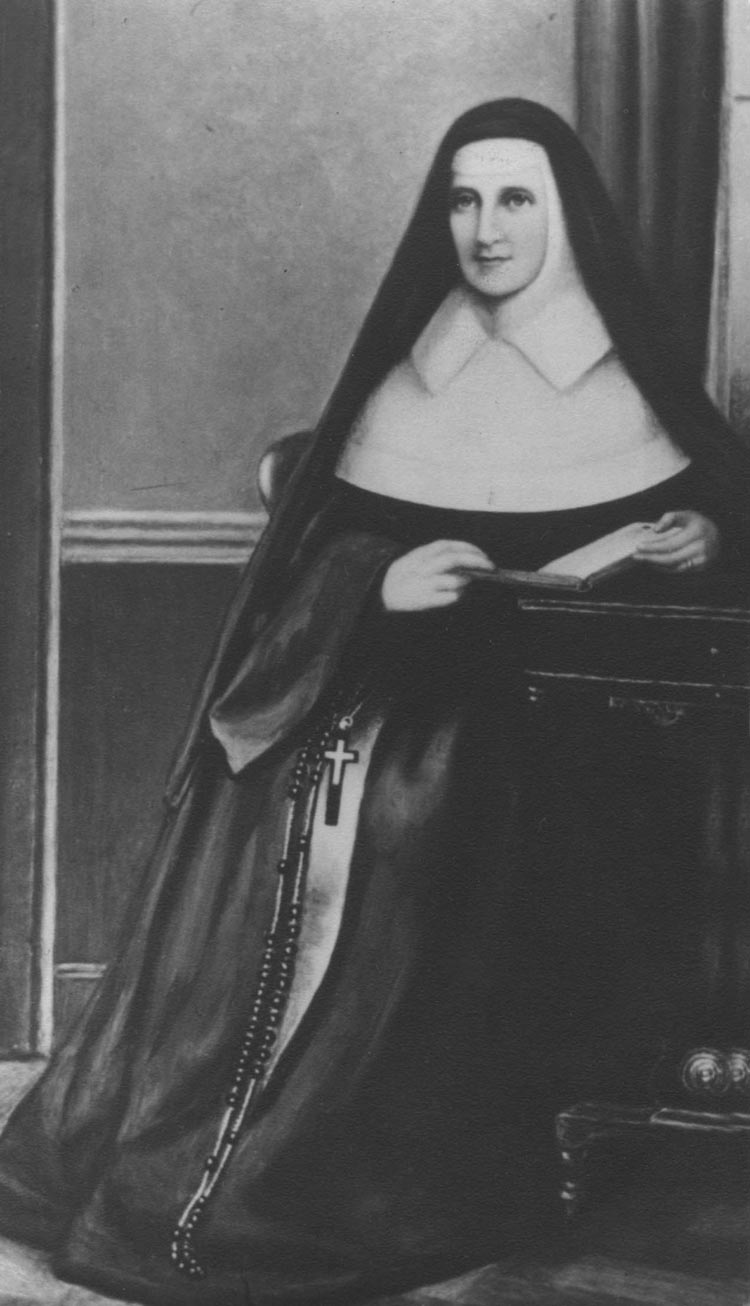
Catherine McAuley, fondatrice delle Suore della Misericordia

- Suore della misericordia, d'Irlanda, fondate da Catherine McAuley
- Suore della misericordia di Moissac
- Suore della misericordia di Montréal
- Suore della misericordia di Tacloban
- Suore della misericordia di Alma, derivate dalla fondazione di Catherine McAuley
- Suore della misericordia di Saint John's
- Suore della misericordia di Sées
- Suore della misericordia di Gravesend
- Suore della misericordia di Wellington
- Suore della misericordia delle Americhe, derivate dalla fondazione di Catherine McAuley
- Istituto delle suore della misericordia di Australia
- Figlie della misericordia e della Croce
- Suore di Misericordia di San Carlo Borromeo, di Praga
- Suore della misericordia di San Vincenzo de' Paoli
- Suore della misericordia terziarie francescane
- Figlie della misericordia francescane, fondate dalla beata Maria di Gesù Crocefisso Petković
- Suore della misericordia dell'Unione di Gran Bretagna
- Suore misericordine di San Gerardo, di Monza, fondate dal beato Luigi Talamoni
- Suore murialdine di San Giuseppe
- Figlie di Nazareth
- Suore di Nazareth
- Religiose di Nazareth
- Suore missionarie eucaristiche di Nazareth, di Madrid, fondate da sant'Emanuele González García
- Suore missionarie pie madri della Nigrizia, o Missionarie Comboniane, fondate da san Daniele Comboni
- Povere suore di Nostra Signora, di Stephen Hall, fondate dal vescovo gesuita Thomas Roberts
- Povere suore scolastiche di Nostra Signora
- Suore di Nostra Signora, di Coesfeld
- Suore di Nostra Signora di Namur, fondate da santa Giulia Billiart
- Suore di Nostra Signora di Amersfoort
- Suore di Nostra Signora, di Zagabria
- Suore della carità di Nostra Signora, di Evron

- Suore della Congregazione di Nostra Signora, di Montréal, fondate da santa Marguerite Bourgeoys
- Suore insegnanti di Nostra Signora, di Kalocsa
- Suore Scolastiche di Nostra Signora, di Horažďovice
- Suore scolastiche di Nostra Signora, fondate dalla beata Maria Teresa di Gesù Gerhardinger
- Figlie di Nostra Signora Addolorata
- Suore missionarie di Nostra Signora degli Angeli
- Ancelle di Nostra Signora dell'Annunciazione
- Suore missionarie di Nostra Signora degli Apostoli, fondate da padre Augustin Planque
- Suore di Nostra Signora del Buon Consiglio
- Suore di Nostra Signora del Buon Consiglio di Montréal
- Suore di Nostra Signora del Buon Soccorso, di Lione
- Suore di Nostra Signora del Buon Soccorso, di Troyes
- Suore di carità di Nostra Signora del Buono e Perpetuo Soccorso
- Suore di Nostra Signora del Calvario, di Gramat, fondate dal beato Pierre Bonhomme
- Congregazione di Nostra Signora della Carità

- Suore di Nostra Signora della carità del Buon Pastore, di Angers, fondate da Maria di Sant'Eufrasia Pelletier
- Suore di Nostra Signora del Carmelo, di Montevarchi, fondate dalla beata Maria Teresa di Gesù Scrilli
- Figlie di Nostra Signora della Compassione, della Nuova Zelanda, fondate da Suzanne Aubert
- Suore di Nostra Signora della Compassione, Marsiglia
- Suore di Nostra Signora della Compassione, Tolosa
- Suore di Nostra Signora della Consolazione, di Tortosa, fondate da santa Maria Rosa Molas y Vallvé
- Ancelle di Nostra Signora di Fátima
- Suore di Nostra Signora di Fátima
- Congregazione di Nostra Signora della Fedeltà
- Suore di Nostra Signora dell'Immacolata Concezione, di Castres, fondate da santa Jeanne Émilie de Villeneuve
- Suore di carità di Nostra Signora, Madre della Misericordia
- Religiose dell'Ordine di Nostra Signora della Mercede
- Figlie di Nostra Signora della Misericordia, di Savona, fondate da santa Maria Giuseppa Rossello
- Istituto di Nostra Signora della Misericordia
- Suore di Nostra Signora della Misericordia, di Laval
- Figlie di Nostra Signora delle Misericordie, di Santa Rosa de Osos, fondate dal vescovo Miguel Ángel Builes Gómez
- Figlie di Nostra Signora delle Missioni
- Figlie di Nostra Signora al Monte Calvario, derivate dalla fondazione di santa Virginia Centurione Bracelli
- Suore di Nostra Signora del Monte Carmelo, di Lussemburgo
- Suore di Nostra Signora del Monte Carmelo, di Lacombe
- Figlie di Nostra Signora di Nazareth, Domenicane
- Figlie di Nostra Signora della Neve
- Missionarie di Nostra Signora del Perpetuo Soccorso
- Suore di Nostra Signora del Perpetuo Soccorso, del Québec
- Suore di Nostra Signora del Perpetuo Soccorso, di Seul
- Figlie di Nostra Signora della Pietà
- Missionarie di Nostra Signora del Pilar
- Suore di Nostra Signora del Rifugio in Monte Calvario, dette Brignoline, fondate da santa Virginia Centurione Bracelli

- Suore di Nostra Signora del Ritiro al Cenacolo, fondate da santa Teresa Couderc
- Suore di Nostra Signora del Rosario
- Figlie di Nostra Signora del Sacro Cuore, di Napoli
- Figlie di Nostra Signora del Sacro Cuore, d'Issoudun, fondate da Jean Jules Chevalier
- Suore di Nostra Signora del Sacro Cuore, di Dieppe
- Suore di Nostra Signora del Santo Rosario
- Suore di Nostra Signora del Santo Rosario, di Rimouski, fondate dalla beata Maria Elisabetta Turgeon
- Suore missionarie di Nostra Signora del Santo Rosario, fondate in dal vescovo missionario spiritano Joseph Ignatius Shanahan
- Suore madri pie di Nostra Signora Sede della Sapienza
- Religiose di Nostra Signora di Sion, fondate da Théodore Marie Ratisbonne
- Suore minime di Nostra Signora del Suffragio, di Torino, fondate dal beato Francesco Faà di Bruno
- Suore missionarie di Nostra Signora della Vittoria
- Oblate dell'Assunzione religiose missionarie
- Oblate benedettine di Santa Scolastica
- Suore oblate di Betania
- Suore oblate di Cristo Sacerdote
- Suore oblate del Divino Amore
- Suore oblate di Gesù e Maria
- Oblate di Gesù Sacerdote
- Suore oblate di Maria Vergine di Fátima
- Oblate della Mater Orphanorum
- Oblate di Nazareth, fondate da Alberico Semeraro, vescovo di Oria
- Oblate di Nostra Signora
- Suore oblate ospedaliere francescane
- Suore oblate dei Sacri Cuori di Gesù e Maria
- Suore oblate del Sacro Cuore di Gesù, di Grottaferrata, fondate dalla beata Maria Teresa Casini
- Missionarie oblate del Sacro Cuore di Gesù e di Maria Immacolata, fondate da Adélard Langevin, arcivescovo di Saint-Boniface
- Suore oblate di Sant'Antonio di Padova
- Suore oblate del Santo Bambino Gesù
- Oblate di San Benedetto, ancelle dei poveri
- Oblate di Santa Francesca Romana, di Tor de' Specchi, fondate da santa Francesca Romana

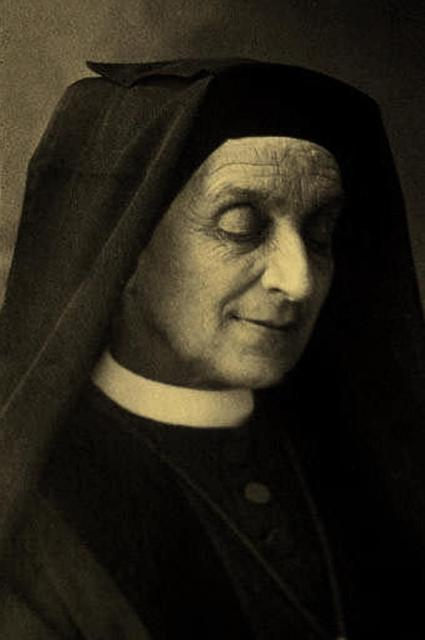
Francesca di Sales Aviat, fondatrice delle Oblate di San Francesco di Sales

- Suore oblate di San Francesco di Sales, di Troyes, fondate dal beato Louis Brisson con santa Francesca di Sales Aviat
- Suore oblate di San Luigi Gonzaga, dette Luigine
- Congregazione delle Oblate di Santa Marta
- Suore oblate del Santissimo Redentore, fondate dal vescovo benedettino José Benito Serra
- Suore oblate dello Spirito Santo, o Istituto di Santa Zita, fondate dalla beata Elena Guerra
- Suore Benedettine Olivetane, di Cham
- Opera missionaria di Gesù e Maria, di Logroño, fondate dalla beata María Pilar Izquierdo Albero
- Suore dell'Opera di San Paolo
- Suore operaie catechiste di Nostra Signora Addolorata
- Operaie del Divino Maestro
- Suore pie operaie dell'Immacolata Concezione
- Piccole operaie dei Sacri Cuori, di Acri, fondate dal beato Francesco Maria Greco
- Suore piccole operaie del Sacro Cuore
- Suore operaie della Santa Casa di Nazareth, di Brescia, fondate da sant'Arcangelo Tadini
- Pie operaie di San Giuseppe
- Piccole suore dell'operaio
- Figlie dell'Oratorio, di Pizzighettone, fondate da san Vincenzo Grossi
- Suore orsoline di Cincinnati
- Suore orsoline di Brown County
- Suore orsoline di Cleveland
- Suore orsoline di Mount Saint Joseph
- Suore orsoline di Calvarienberg
- Suore orsoline di Youngstown
- Suore orsoline di Bruno
- Suore orsoline figlie di Maria Immacolata, di Verona, fondate dal beato Zefirino Agostini
- Congregazione delle orsoline francescane
- Orsoline di Gesù, di Chavagnes
- Suore orsoline dell'Immacolata Concezione, di Louisville
- Unione delle suore orsoline d'Irlanda
- Suore orsoline di Maria Immacolata, di Piacenza, fondate dalla beata Brigida di Gesù Morello
- Suore orsoline di Maria Vergine Immacolata, di Gandino
- Suore orsoline missionarie del Sacro Cuore di Gesù
- Suore orsoline della Sacra Famiglia

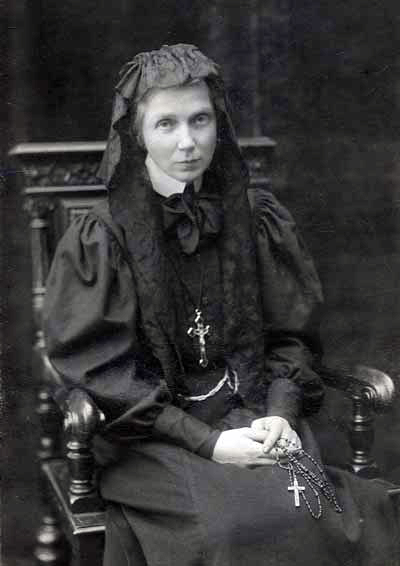
Orsola Ledóchowska, fondatrice delle Orsoline del Sacro Cuore di Gesù Agonizzante

- Suore orsoline del Sacro Cuore, di Toledo
- Suore orsoline del Sacro Cuore di Gesù, di Asola

- Suore orsoline del Sacro Cuore di Gesù Agonizzante, fondate da sant'Orsola Ledóchowska
- Suore orsoline del Sacro Cuore di Maria
- Suore orsoline del Sacro Monte di Varallo
- Suore orsoline di San Carlo, dette di Sant'Ambrogio
- Suore orsoline del Santissimo Crocifisso
- Suore orsoline di San Girolamo, di Somasca, fondate dalla beata Caterina Cittadini
- Orsoline del Santissimo Salvatore, di Düsseldorf
- Suore orsoline di Tildonk
- Orsoline dell'unione canadese, derivate dalla fondazione di santa Maria dell'Incarnazione Guyart
- Religiose orsoline dell'Unione di Chatham
- Orsoline dell'unione romana
- Suore ospedaliere di Gesù Nazareno, Francescane, fondate dal terziario beato Cristoforo di Santa Caterina
- Suore ospedaliere della misericordia
- Suore ospedaliere del Sacro Cuore di Gesù, di Ciampozuelos, fondate da san Benedetto Menni, dei fatebenefratelli
- Suore ospedaliere della Santa Croce
- Religiose ospedaliere di San Giuseppe
- Suore ospedaliere di Santa Marta
- Serve della Passione
- Figlie della Passione di Gesù Cristo e di Maria Addolorata
- Suore della Passione di Nostro Signore Gesù Cristo
- Suore minime della Passione di Nostro Signore Gesù Cristo, di Cosenza, fondate dalla beata Elena Aiello
- Suore passioniste di San Paolo della Croce
- Suore di Gesù Buon Pastore, dette Pastorelle, fondate dal beato Giacomo Alberione
- Figlie del patrocinio di Maria
- Suore penitenti recollettine dell'Immacolata Concezione
- Piccole suore delle maternità cattoliche, fondate dal vescovo Alexandre Caillot
- Piccole suore del Sacro Cuore di Charles de Foucauld
- Suore del Piccolo Fiore di Betania
- Povere serve della Divina Provvidenza, di Verona, fondate da san Giovanni Calabria
- Suore delle poverelle dell'istituto Palazzolo, di Bergamo, fondate dal beato Luigi Maria Palazzolo
- Ancelle dei poveri, Dinasevanasabha

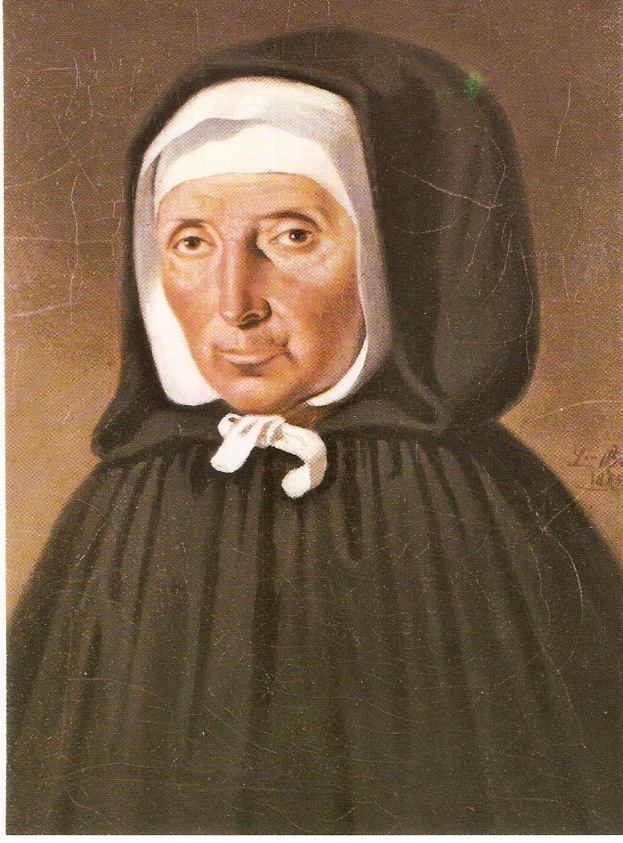
Maria della Croce Jugan, fondatrice delle Piccole Sorelle dei Poveri

- Piccole sorelle dei poveri, di Saint-Pern, fondate da santa Maria della Croce Jugan
- Piccole suore dei poveri di Maiquetía
- Suore dei poveri di Don Morinello
- Serve dei poveri, figlie del Sacro Cuore di Gesù
- Ancelle dei poveri di Jeanne Delanoue, già Suore di Sant'Anna della Provvidenza, fondate da santa Giovanna della Croce Delanoue
- Suore dei poveri, serve del Sacro Cuore di Gesù, di Zamora, fondate da José María Cázares y Martínez

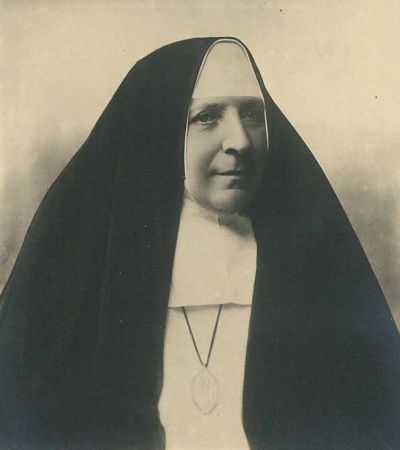
Clara Fey, fondatrice delle Suore del Povero Bambino Gesù

- Suore del Povero Bambino Gesù, di Simpelveld, fondate dalla beata Clara Fey
- Suore premostratensi del Sacro Monte
- Figlie di Santa Maria della Presentazione
- Suore della Presentazione della Beata Vergine Maria, di Watervliet
- Suore della Presentazione della Beata Vergine Maria, di Dubuque
- Suore della Presentazione della Beata Vergine Maria, di Annadale
- Suore della Presentazione della Beata Vergine Maria, di Newburgh
- Suore della Presentazione della Beata Vergine Maria, di San Francisco
- Suore della Presentazione della Beata Vergine Maria, di Aberdeen
- Unione delle suore della Presentazione della Beata Vergine Maria, irlandesi, fondate da Nano Nagle
- Suore della Presentazione della Beata Vergine Maria (federazione australiana), di Clayfield
- Suore della Presentazione della Beata Vergine Maria (federazione australiana), di Hobart
- Suore della Presentazione della Beata Vergine Maria (federazione australiana), di Lismore
- Suore della Presentazione della Beata Vergine Maria (federazione australiana), di Elsternwick
- Suore della Presentazione della Beata Vergine Maria (federazione australiana), di Mosman Park
- Suore della Presentazione della Beata Vergine Maria (federazione australiana), di Wagga Wagga
- Suore della Presentazione di Maria, di Bourg-Saint-Andéol, fondate dalla beata Marie Rivier
- Suore della Presentazione di Maria Santissima
- Figlie della Presentazione di Maria Santissima al Tempio
- Congregazione della Presentazione della Vergine Maria
- Figlie della Carità del Preziosissimo Sangue, di Pagani, fondate dal beato Tommaso Maria Fusco
- Suore del Preziosissimo Sangue
- Suore del Preziosissimo Sangue, dette Preziosine, di Monza, fondate da Maria Matilde Bucchi
- Suore adoratrici del Preziosissimo Sangue
- Suore dell'adorazione del Preziosissimo Sangue, di O'Fallon
- Suore della carità cristiana del Preziosissimo Sangue
- Suore missionarie del Preziosissimo Sangue
- Suore adoratrici del Preziosissimo Sangue di Nostro Signore Gesù Cristo dell'Unione di Saint-Hyacinthe
- Ancelle della Divina Provvidenza
- Figlie della Provvidenza, di Saint-Brieuc
- Figlie della Divina Provvidenza, di Roma
- Figlie della Divina Provvidenza, di Créhen
- Figlie di Santa Maria della Divina Provvidenza, Guanelliane, fondate da san Luigi Guanella e dalla beata Chiara Bosatta

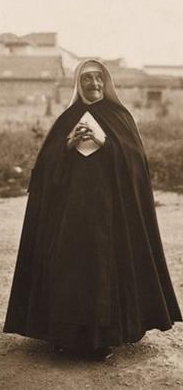
Teresa Grillo Michel, fondatrice delle Piccole Suore della Divina Provvidenza

- Piccole suore della Divina Provvidenza, o Istituto Michiel, fondato dalla beata Teresa Grillo Michel
- Serve della Divina Provvidenza

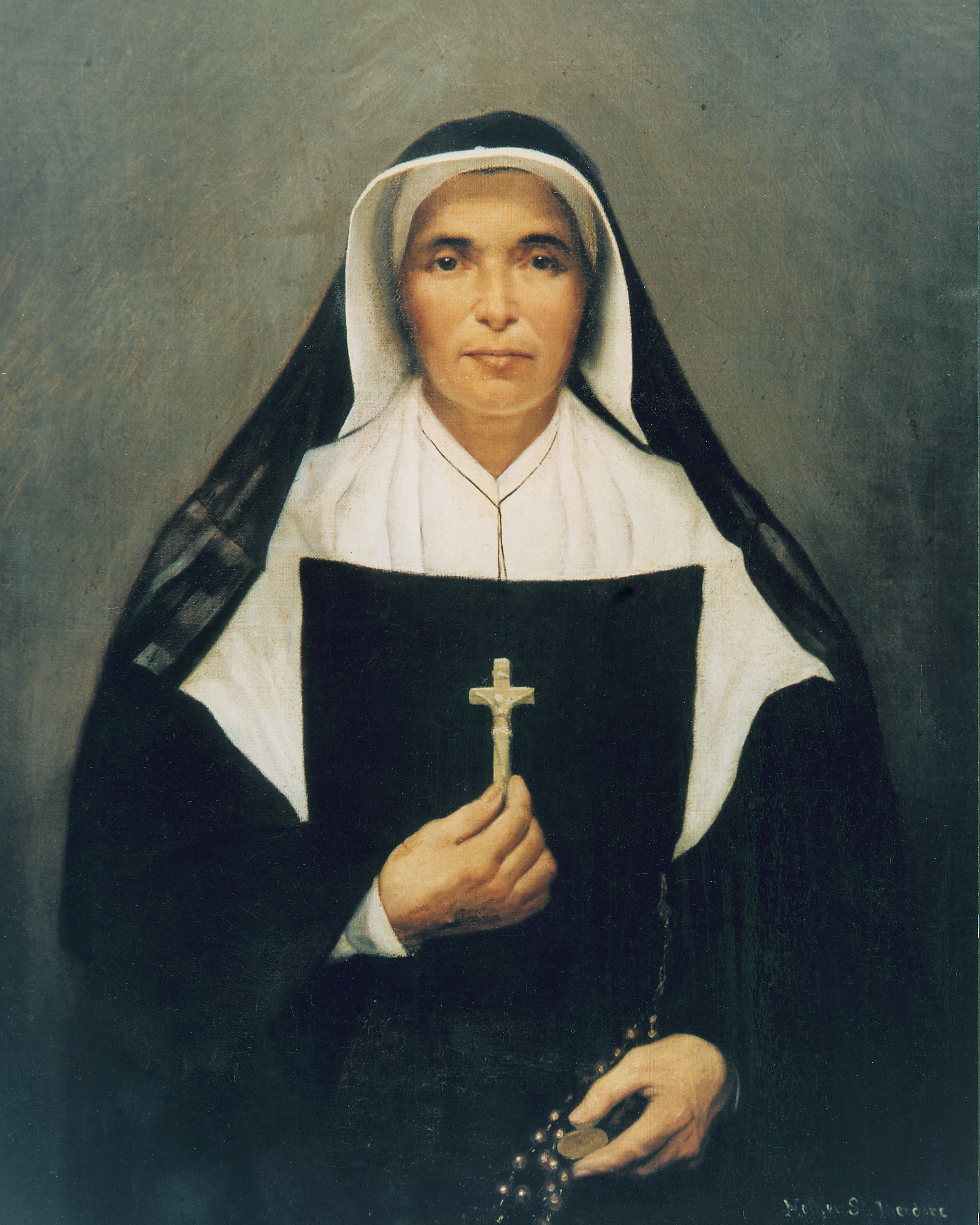
Teodora Guérin, fondatrice delle Suore della Provvidenza

- Suore della Provvidenza, di Gap, derivate dalla fondazione del beato Jean-Martin Moyë

- Suore della Provvidenza, di Saint Mary-of-the-Woods, fondate da santa Teodora Guérin
- Suore della Provvidenza, di Langres
- Suore della Provvidenza, di Ruillé-sur-Loir
- Suore della Provvidenza, di Montréal, fondate dalla beata Émilie Tavernier Gamelin
- Suore della Provvidenza, di Portieux, derivate dalla fondazione del beato Jean-Martin Moyë
- Suore della Provvidenza, di Troyes
- Suore della Divina Provvidenza, di Baldegg
- Suore della Divina Provvidenza, di Saint-Jean-de-Bassel, derivate dalla fondazione del beato Jean-Martin Moyë
- Suore della Divina Provvidenza, di Sankt Mauritz
- Suore della Divina Provvidenza, di Magonza
- Suore della Divina Provvidenza, di San Antonio, derivate dalla fondazione del beato Jean-Martin Moyë
- Suore della Divina Provvidenza, di Ribeauvillé
- Suore della Divina Provvidenza, di Leopoli
- Suore oblate della Provvidenza, di Baltimora, fondate dal sulpiziano James Joubert de la Muraille e da Mary Elizabeth Lange
- Suore della Provvidenza e dell'Immacolata Concezione, di Champion,, derivate dalla fondazione del beato Jean-Martin Moyë
- Suore della Divina Provvidenza per l'Infanzia Abbandonata, di Piacenza, fondate sacerdote Francesco Torta
- Suore della Provvidenza di Pommeraye
- Ancelle della Provvidenza per la salvezza del fanciullo
- Suore della Provvidenza di Sant'Andrea, di Peltre
- Suore della Provvidenza di San Gaetano da Thiene, di Udine, fondate da san Luigi Scrosoppi
- Suore della Provvidenza di San Vincenzo de' Paoli, di Kingston
- Suore della Provvidenza sociale cristiana
- Religiose della Purezza di Maria Santissima
- Suore della Purificazione di Maria Santissima
- Missionarie figlie della Purissima Vergine Maria
- Suore del Redentore
- Pie suore della Redenzione
- Suore missionarie della Regina degli Apostoli
- Suore del rifugio del Cuore di Gesù
- Religiose riparatrici del Sacro Cuore
- Suore riparatrici del Sacro Cuore
- Ancelle riparatrici del Sacro Cuore di Gesù
- Missionarie riparatrici del Sacro Cuore di Gesù
- Religiose riparatrici del Sacro Cuore di Gesù
- Suore riparatrici del Santo Volto
- Riparatrici del Santo Volto di Nostro Signore Gesù Cristo, fondate dal beato cappuccino Onorato da Biała
- Suore della riparazione, dedicata ai Sacri Cuori di Gesù e Maria Immacolata

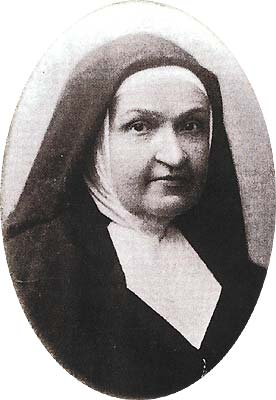
Celina Chludzińska Borzęcka, fondatrice delle Suore della Risurrezione di Nostro Signore Gesù Cristo

- Suore della Risurrezione di Nostro Signore Gesù Cristo, fondate dalla beata Celina Chludzińska Borzęcka
- Congregazione del ritiro
- Suore del ritiro cristiano
- Suore della Provvidenza rosminiane, fondate dal beato Antonio Rosmini
- Ancelle della Sacra Famiglia
- Suore collegine della Sacra Famiglia

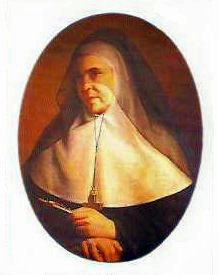
Emilia de Rodat, fondatrice delle Suore della Sacra Famiglia

- Piccole Suore della Sacra Famiglia, di Sherbrooke, fondate dalla beata Marie-Léonie Paradis
- Piccole Suore della Sacra Famiglia, di Verona, fondate dai beati Giuseppe Nascimbeni e Maria Domenica Mantovani
- Pie figlie della Sacra Famiglia
- Religiose della Sacra Famiglia
- Sorelle della Sacra Famiglia, fondate dalla beata Leopoldina Naudet
- Suore della Sacra Famiglia di Amiens
- Suore della Sacra Famiglia di Bergamo, fondate da santa Paola Elisabetta Cerioli
- Suore della Sacra Famiglia di Manizales
- Suore della Sacra Famiglia di New Orleans
- Suore della Sacra Famiglia di Mission San José

- Suore della Sacra Famiglia di Villefranche, fondate da santa Emilia de Rodat
- Suore della Sacra Famiglia di Spoleto, fondate dal beato Pietro Bonilli
- Suore della Sacra Famiglia di Bordeaux, fondate dal sacerdote Pierre-Bienvenu Noailles
- Suore della Sacra Famiglia di Urgell, fondate dalla beata Ana María Janer Anglarill
- Suore della Sacra Famiglia, ovvero Istituto Lega, di Cesena, fondate da Maria Teresa Lega
- Suore missionarie della Sacra Famiglia, di Varsavia, fondate dalla beata Bolesława Lament
- Suore operaie della Sacra Famiglia
- Missionarie figlie della Sacra Famiglia di Nazareth, di Barcellona, fondate da san Josep Manyanet i Vives
- Suore della Sacra Famiglia di Nazareth, fondate dalla beata Maria di Gesù Buon Pastore Siedliska
- Suore della Sacra Famiglia del Sacro Cuore
- Suore della Sacra Famiglia di Savigliano, fondate dalla beata Giuseppina Bonino
- Suore sacramentine, di Bergamo, fondate da santa Geltrude Comensoli
- Suore della Santa unione dei Sacri Cuori
- Suore dei Sacri Cuori e dell'adorazione perpetua del Santissimo Sacramento, di Picpus
- Figlie dei Sacri Cuori di Gesù e di Maria, di Bogotá, fondate dal beato salesiano Luigi Variara
- Figlie dei Sacri Cuori di Gesù e di Maria, ovvero Istituto Ravasco, fondate dalla beata Eugenia Ravasco
- Missionarie dei Sacri Cuori di Gesù e di Maria
- Missionarie catechiste dei Sacri Cuori di Gesù e di Maria
- Piccole figlie dei Sacri Cuori di Gesù e Maria
- Religiose dei Sacri Cuori di Gesù e Maria, di Castellammare
- Suore dei Sacri Cuori di Gesù e Maria
- Suore dei Sacri Cuori di Gesù e di Maria, di Paramé
- Suore missionarie dei Sacri Cuori di Gesù e Maria
- Suore missionarie del Sacro Costato e di Maria Santissima Addolorata
- Discepole del Sacro Cuore
- Figlie del Sacro Cuore, fondate da Maria Teresa Nuzzo
- Minime suore del Sacro Cuore, di Poggio a Caiano, fondate dalla beata Maria Margherita Caiani
- Missionarie ausiliarie del Sacro Cuore
- Missionarie catechiste del Sacro Cuore
- Piccole ancelle del Sacro Cuore, di Città di Castello, fondate dal beato Carlo Liviero
- Suore missionarie del Sacro Cuore

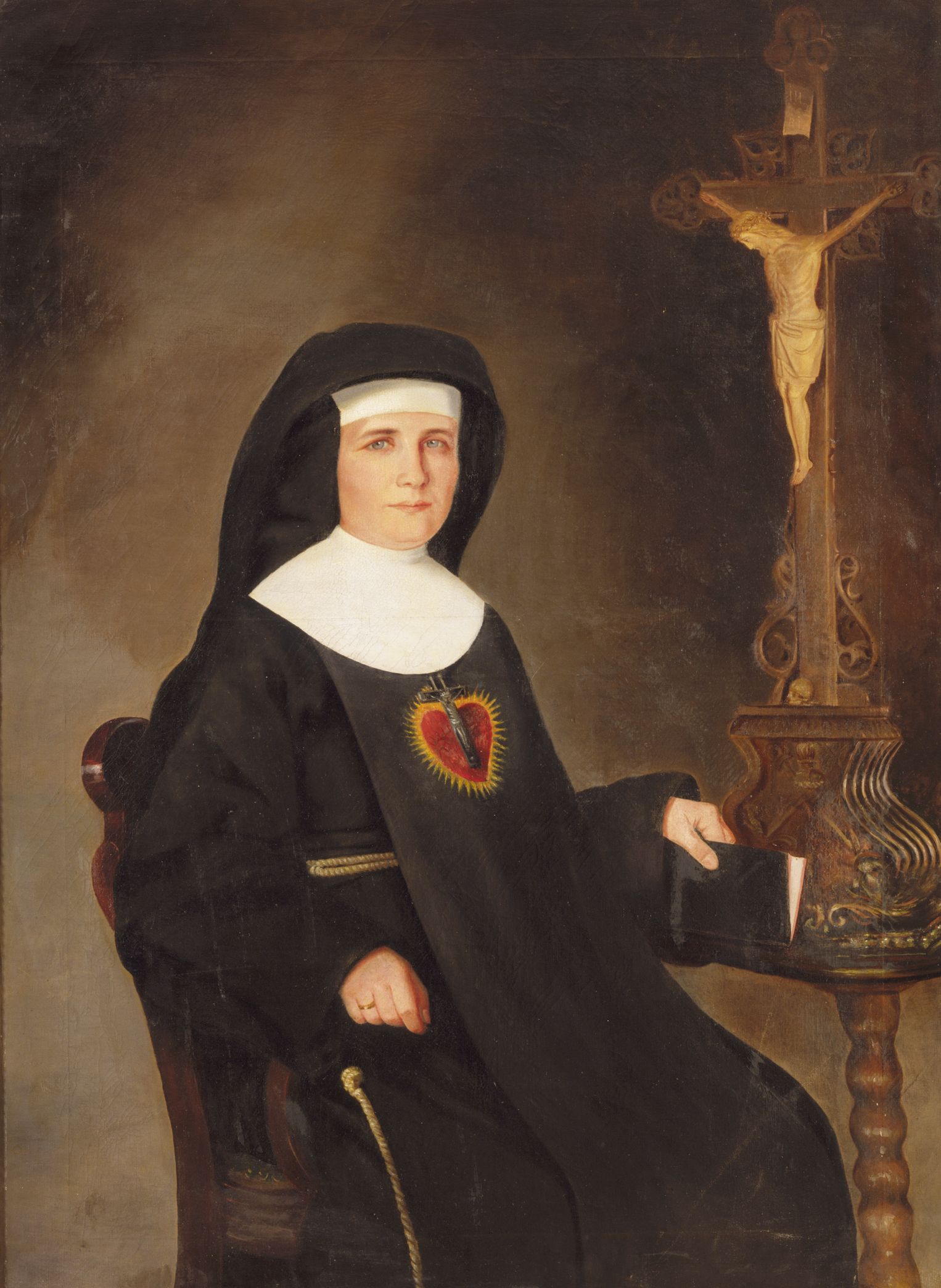
Chiara Szczęsna, cofondatrice delle Ancelle del Sacro Cuore di Gesù

- Ancelle del Sacro Cuore di Gesù, di Cracovia, fondate da san Giuseppe Sebastiano Pelczar insieme con la beata Chiara Szczęsna
- Ancelle del Sacro Cuore di Gesù, di Madrid, fondate da santa Raffaella Maria del Sacro Cuore
- Ancelle del Sacro Cuore di Gesù, di Versailles, fondate dal sacerdote Viktor Braun
- Ancelle del Sacro Cuore di Gesù, di Vienna, derivate dalla fondazione fatta da Viktor Braun
- Compagnia missionaria del Sacro Cuore di Gesù

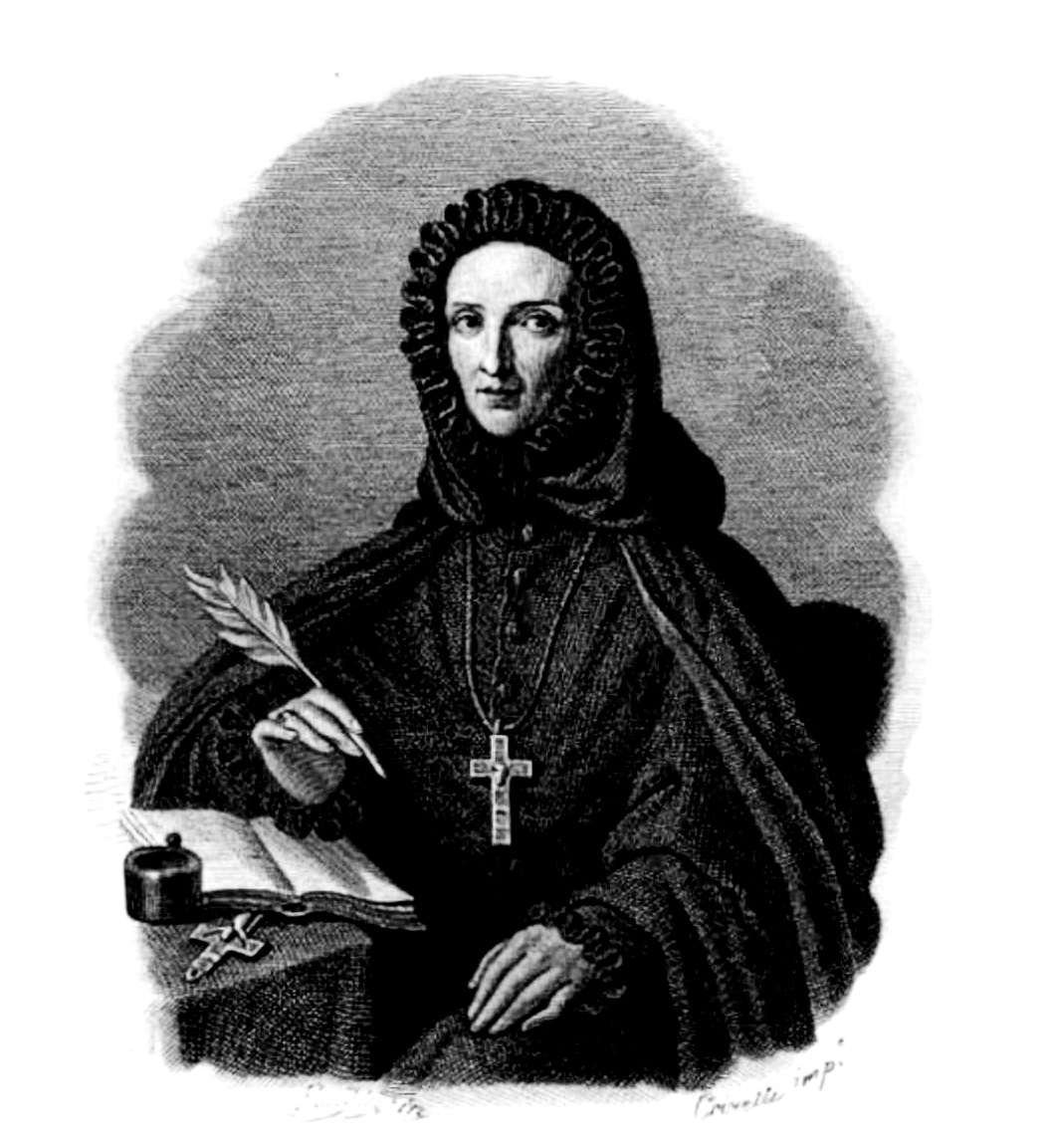
Teresa Eustochio Verzieri, fondatrice delle Figlie del Sacro Cuore di Gesù

- Figlie del Sacro Cuore di Gesù, di Guadalajara, fondate da santa María Venegas de la Torre
- Figlie del Sacro Cuore di Gesù, di León
- Figlie del Sacratissimo Cuore di Gesù, di Modena
- Figlie della carità del Sacro Cuore di Gesù
- Piccole figlie del Sacro Cuore di Gesù
- Piccole missionarie del Sacro Cuore di Gesù
- Serve del Sacro Cuore di Gesù

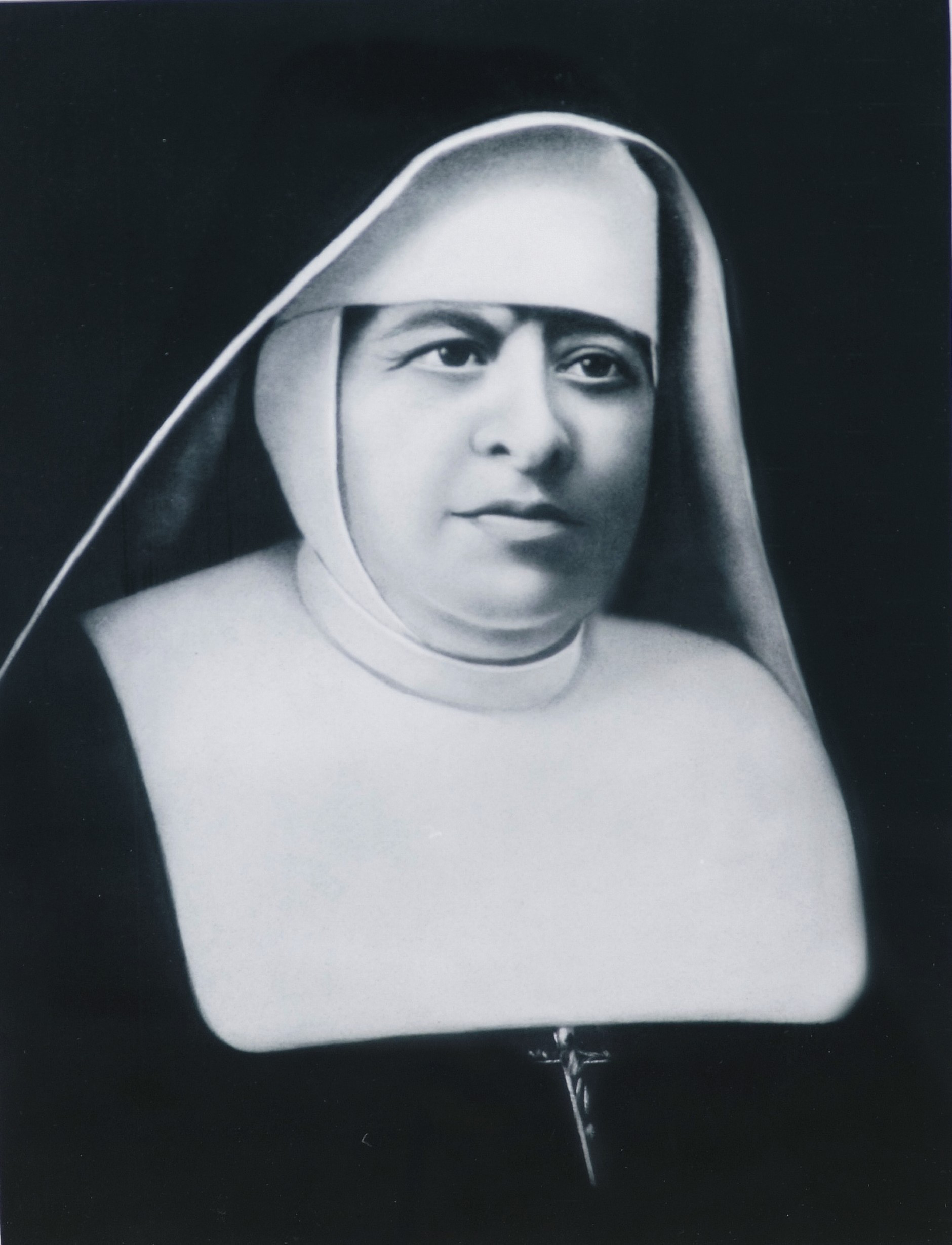
Maria Crocifissa Cosulich, fondatrice delle Suore del Sacro Cuore di Gesù, di Fiume

- Suore del Sacro Cuore di Gesù, di Città del Messico
- Suore del Sacro Cuore di Gesù, di Saint-Jacut-les-Pins
- Suore del Sacro Cuore di Gesù, di Ragusa, fondate dalla beata Maria del Sacro Cuore di Gesù Schininà

- Suore del Sacro Cuore di Gesù, di Fiume, fondate da Maria Crocifissa Cosulich
- Suore del Sacro Cuore di Gesù, Koningshof
- Suore della carità del Sacro Cuore di Gesù
- Suore missionarie del Sacro Cuore di Gesù, di Hiltrup

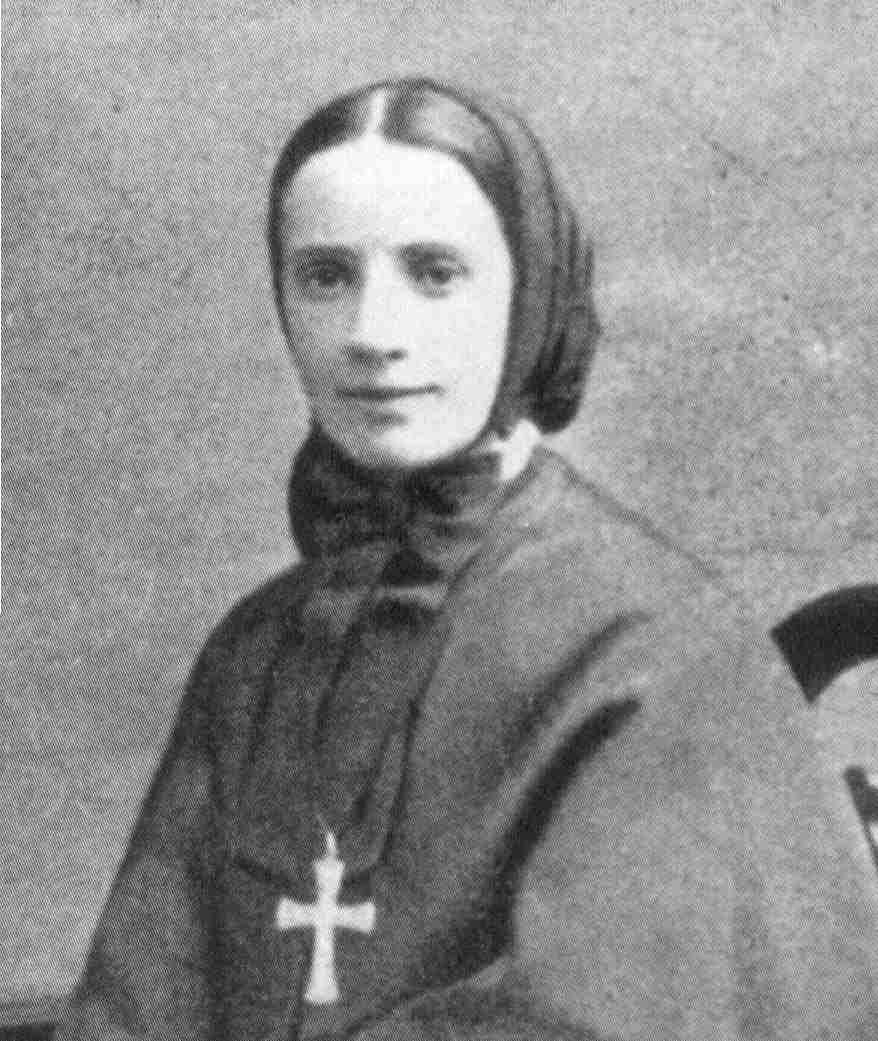
Francesca Saverio Cabrini, fondatrice delle Missionarie del Sacro Cuore di Gesù

- Suore Missionarie del Sacro Cuore di Gesù, di Xalapa
- Missionarie del Sacro Cuore di Gesù ad Gentes
- Ancelle del Sacro Cuore di Gesù agonizzante
- Piccole serve del Sacro Cuore di Gesù per gli ammalati poveri, di Torino, fondate dalla beata Giovanna Francesca della Visitazione Michelotti

- Figlie del Sacro Cuore di Gesù, di Bergamo, fondate da santa Teresa Eustochio Verzeri
- Ancelle del Sacro Cuore di Gesù in Lituania
- Religiose missionarie del Sacro Cuore di Gesù e Maria
- Adoratrici del Sacro Cuore di Gesù di Montmartre, di Tyburn, fondate da Maria di San Pietro Garmier
- Serve del Sacro Cuore di Gesù e dei poveri, di Puebla, fondate da san José María Yermo y Parres
- Suore del Sacro Cuore di Gesù e dei Santi Angeli, di Saragozza, fondate da santa Genoveva Torres Morales

- Missionarie del Sacro Cuore di Gesù, fondate da santa Francesca Saverio Cabrini
- Ancelle del Sacro Cuore di Gesù di San Giuseppe
- Figlie del Sacro Cuore di Gesù e di Santa Maria di Guadalupe
- Missionarie del Sacro Cuore di Gesù e di Santa Maria di Guadalupe

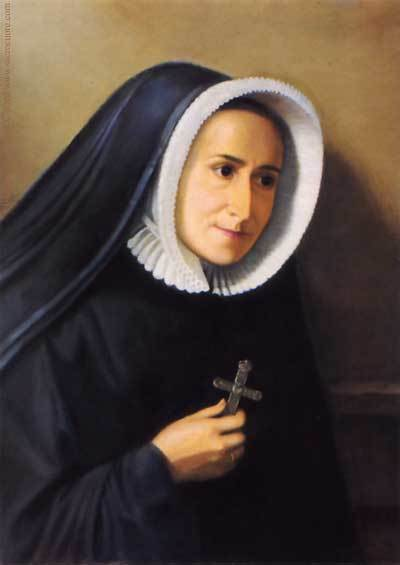
Maddalena Sofia Barat, fondatrice della Società del Sacro Cuore di Gesù

- Società del Sacro Cuore di Gesù, fondata da santa Maddalena Sofia Barat
- Suore ancelle del Sacro Cuore di Maria
- Religiose del Sacro Cuore di Maria Vergine Immacolata, fondate dal sacerdote Jean Gailhac
- Suore del Sacro Cuore e dei poveri, di Morelia, fondate dal vescovo Atenógenes Silva y Álvarez Tostado e da Isaura de la Cueva Ramírez
- Ancelle del Sacro Cuore, di Napoli, fondate da santa Caterina Volpicelli
- Suore del Sacro Cuore del Verbo Incarnato
- Suore salesiane missionarie di Maria Immacolata
- Salesiane oblate del Sacro Cuore di Gesù, di Bova, fondate dal vescovo salesiano Giuseppe Cognata
- Suore salesiane dei Sacri Cuori, di Lecce, fondate da san Filippo Smaldone
- Suore salesiane del Sacro Cuore di Gesù, di Alcantarilla, fondate dalla beata Pietà della Croce Ortiz Real
- Compagnia del Salvatore
- Suore del Salvatore e della Santa Vergine
- Suore di Sant'Agnese
- Suore di Sant'Agostino in Polonia
- Religiose di Sant'Andrea
- Unione di Sant'Angela Merici
- Suore dei Santi Angeli, dello Sri Lanka, fondate dal vescovo missionario Joseph van Reeth
- Suore dei Santi Angeli, di Rio de Janeiro, fondate da Barbe-Élise Poux
- Suore dei Santi Angeli custodi, di Bilbao, fondate dalla beata Rafaela Ybarra de Vilallonga
- Suore del Santo Angelo custode, fondate dal beato Louis-Antoine Ormières
- Suore della Santissima Anima di Nostro Signore Gesù Cristo
- Figlie di Sant'Anna, di Calcutta
- Figlie di Sant'Anna, di Piacenza, fondate dalla beata Anna Rosa Gattorno
- Figlie di Sant'Anna, di Ranchi, fondate dall'arcivescovo Paul Goethals
- Suore di Sant'Anna, di Bangalore
- Suore di Sant'Anna, di Phirangipuram
- Suore di Sant'Anna, di Chennai

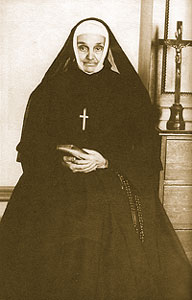
Marie-Anne Sureau Blondin, fondatrice delle Suore di Sant'Anna di Lachine

- Suore di Sant'Anna di Lachine, fondate dalla beata Marie-Anne Sureau Blondin
- Suore di Sant'Anna, di Torino, fondate dai marchesi di Barolo Carlo Tancredi Falletti e Giulia Colbert
- Suore di Sant'Anna di Tiruchirappalli

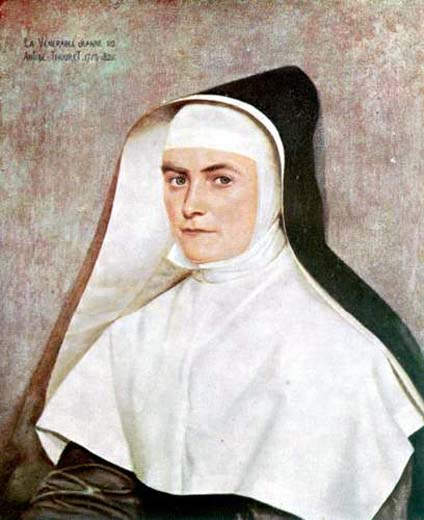
Giovanna Antida Thouret, fondatrice delle Suore di carità

- Suore della carità di Sant'Anna, di Saragozza, fondate dalla beata María Rafols Bruna
- Suore catechiste di Sant'Anna
- Religiose francescane di Sant'Antonio
- Missionarie di Sant'Antonio Maria Claret
- Suore di Sant'Antonio di Padova
- Ancelle del Santo Bambino Gesù, fondate in Nigeria dal vescovo missionario James Moynagh

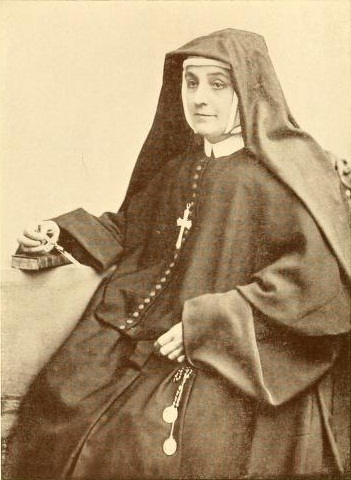
Cornelia Connelly, fondatrice della Società del Santo Bambino Gesù

- Società del Santo Bambino Gesù, fondata da Cornelia Connelly
- Suore di San Bernardino da Siena
- Suore di Santa Brigida, fondate in Irlanda dal vescovo Daniel Delany

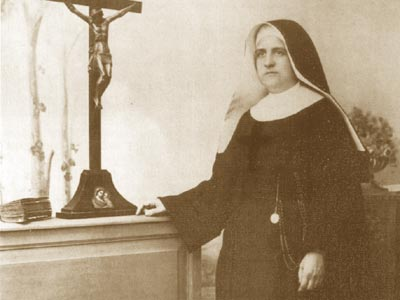
Giuseppina Vannini, cofondatrice delle Figlie di San Camillo

- Figlie di San Camillo, fondate dai beati Luigi Tezza, camilliano, e Giuseppina Vannini
- Suore di San Carlo, di Lione, fondate dal sacerdote Charles Démia
- Suore della carità di San Carlo, di Nancy
- Suore di Carità di San Carlo Borromeo, di Grafschaft
- Suore di Carità di San Carlo Borromeo, di Maastricht
- Suore di Carità di San Carlo Borromeo, di Treviri
- Suore di Carità di San Carlo Borromeo, di Vienna
- Suore di Carità di San Carlo Borromeo, di Trzebnica
- Suore di Misericordia di San Carlo Borromeo, di Wez
- Suore della misericordia di San Carlo Borromeo, di Mikołów
- Suore di San Casimiro
- Sorelle dei poveri di Santa Caterina da Siena, fondate dalla beata Savina Petrilli
- Suore di Santa Caterina da Siena
- Unione di Santa Caterina da Siena delle missionarie della scuola, fondate da Luigia Tincani
- Suore di Santa Caterina Vergine e Martire, fondate dalla beata Regina Protmann
- Suore di Santa Chiara, d'Irlanda
- Suore di Santa Chiara, dell'Australia
- Suore dell'Immacolata di Santa Chiara, di Fiuggi
- Suore dei Santi Cirillo e Metodio, di Danville
- Suore dei Santi Cirillo e Metodio, di Velehrad
- Suore di Santa Clotilde
- Suore missionarie di San Colombano
- Madri della Santa Croce
- Suore della Santa Croce, di Menzingen, fondate dal cappuccino Teodosio Florentini
- Suore della Santa Croce, di Notre Dame nell'Indiana
- Suore di carità della Santa Croce, di Ingenbohl, fondate dal cappuccino Teodosio Florentini e dalla beata Maria Theresia Scherer
- Suore della Santa Croce e Passione di Nostro Signore Gesù Cristo
- Suore della Santa Croce e dei Sette Dolori, di Montréal
- Suore di San Domenico di Cracovia
- Suore di San Domenico di Granada
- Suore di San Domenico di Tacoma
- Suore missionarie di San Domenico
- Suore maestre di Santa Dorotea, di Venezia, derivate dall'opera del beato Luca Passi
- Suore maestre di Santa Dorotea, figlie dei Sacri Cuori, di Vicenza, fondate da san Giovanni Antonio Farina

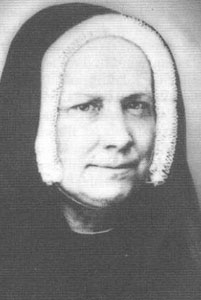
Paola Frassinetti, fondatrice delle Suore di Santa Dorotea

- Suore di Santa Dorotea della Frassinetti, fondate da santa Paola Frassinetti
- Suore di Santa Dorotea di Cemmo, fondate dalla beata Annunciata Cocchetti
- Suore di Santa Edvige, di Breslavia, fondate da Robert Spiske
- Suore di Santa Elisabetta, di Neisse, fondate dalla beata Maria Merkert e compagne
- Suore di carità di Sant'Elisabetta, di Newark, derivate dalla fondazione di sant'Elisabetta Anna Bayley Seton
- Suore di Sant'Elisabetta di Graz
- Suore di Sant'Elisabetta del Terz'Ordine di San Francesco, di Cieszyn
- Suore di Sant'Elisabetta del Terz'Ordine di San Francesco, di Bratislava
- Suore di Sant'Elisabetta del Terz'Ordine di San Francesco, di Jablunkov
- Ancelle della Santissima Eucaristia e della Madre di Dio
- Figlie di Sant'Eusebio, di Vercelli, fondate da Dario Bognetti e Eusebia Arrigoni
- Suore della Santa Fede
- Suore di San Felice da Cantalice, dette Feliciane, fondate dal beato cappuccino Onorato da Biała insieme con Maria Angela Truszkowska
- Suore di San Filippo Neri, di Firenze
- Suore di San Francesco, di Clinton

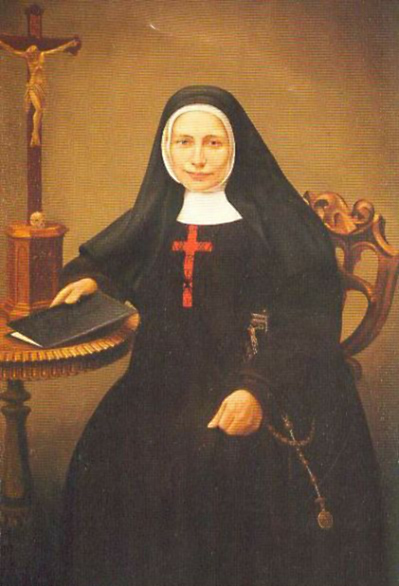
Francesca Schervier, fondatrice delle Suore dei Poveri di San Francesco

- Suore dei poveri di San Francesco, di Aqusgrana, fondate dalla beata Francesca Schervier
- Figlie di San Francesco d'Assisi, di Esztergom
- Piccole suore di San Francesco d'Assisi
- Suore di San Francesco d'Assisi
- Suore di San Francesco d'Assisi, di Lione
- Suore figlie di San Francesco d'Assisi
- Figlie di San Francesco di Sales, fondate a Lugo da Carlo Cavina e Teresa Fantoni
- Suore di San Francesco di Sales, dette Salesie, fondate da Domenico Leonati
- Figlie di San Francesco serafico, fondate dal beato Antoni Rewera
- Povere figlie di San Gaetano, di Pancalieri, fondate dal beato Giovanni Maria Boccardo
- Sorelle di Santa Gemma Galgani, fondate da Gemma Giannini

- Suore della carità di Santa Giovanna Antida Thouret, fondate da santa Giovanna Antida Thouret
- Suore di Santa Giovanna d'Arco, fondate dall'assunzionista Marie-Clément Staub
- Istituto San Giovanni Battista, fondato da Antonietta Capelli
- Missionarie di San Giovanni Battista
- Suore di San Giovanni Battista e di Santa Caterina da Siena, dette Medee
- Suore di San Giovanni di Dio
- Suore di San Giovanni Evangelista
- Suore di San Girolamo, di Puebla
- Missionarie figlie di San Girolamo Emiliani
- Ancelle di San Giuseppe, di Varese, fondate da Carlo Sonzini
- Congregazione delle suore di San Giuseppe, derivate dalla fondazione fatta a Le Puy da Jean-Pierre Médaille
- Figlie di San Giuseppe, fondate dal gesuita Francisco Javier Butiñá Hospital
- Figlie di San Giuseppe di Genoni, fondate da Felice Prinetti, degli Oblati di Maria Vergine
- Figlie di San Giuseppe di Rivalba, fondate dal beato Clemente Marchisio
- Figlie di San Giuseppe del Caburlotto, di Venezia, fondate dal beato Luigi Caburlotto
- Istituto delle suore di San Giuseppe, derivate dalla fondazione fatta a Le Puy da Jean-Pierre Médaille
- Piccole Figlie di San Giuseppe, del Québec
- Piccole Figlie di San Giuseppe, di Verona, fondate dal beato Giuseppe Baldo
- Serve di San Giuseppe, di Salamanca, fondate da santa Bonifacia Rodríguez Castro
- Suore di San Giuseppe di Annecy, derivate dalla fondazione fatta a Le Puy da Jean-Pierre Médaille
- Suore di San Giuseppe di Aosta, derivate dalla fondazione fatta a Le Puy da Jean-Pierre Médaille
- Suore di San Giuseppe di Buenos Aires, derivate dalla fondazione fatta a Le Puy da Jean-Pierre Médaille
- Suore di San Giuseppe di Buffalo, derivate dalla fondazione fatta a Le Puy da Jean-Pierre Médaille
- Suore di San Giuseppe di Cuneo, derivate dalla fondazione fatta a Le Puy da Jean-Pierre Médaille
- Suore di San Giuseppe di Cracovia, fondate da san Sigismondo Gorazdowski
- Suore di San Giuseppe di Lione, derivate dalla fondazione fatta a Le Puy da Jean-Pierre Médaille
- Suore di San Giuseppe di Gerona, fondate da Maria Gay i Tibau
- Suore di San Giuseppe di Lochinvar, derivate dalla fondazione fatta a Penola da Mary MacKillop

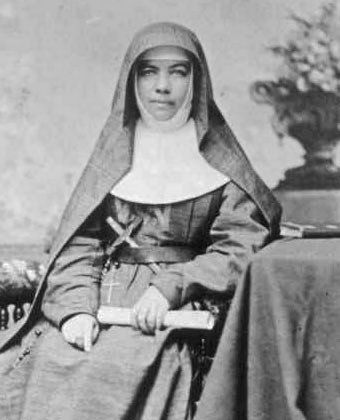
Maria della Croce MacKillop, fondatrice delle Suore di San Giuseppe del Sacro Cuore di Gesù

- Suore di San Giuseppe del Messico, fondate da José María Vilaseca
- Suore di San Giuseppe di Orange, derivate dalla fondazione fatta a Le Puy da Jean-Pierre Médaille
- Suore di San Giuseppe di Cluny, fondate dalla beata Anne-Marie Javouhey
- Suore di San Giuseppe di Filadelfia, derivate dalla fondazione fatta a Le Puy da Jean-Pierre Médaille
- Suore di San Giuseppe di Pinerolo, derivate dalla fondazione fatta a Le Puy da Jean-Pierre Médaille
- Suore di San Giuseppe di Pittsburgh, derivate dalla fondazione fatta a Le Puy da Jean-Pierre Médaille
- Suore di San Giuseppe di Saint-Vallier, derivate dalla fondazione fatta a Le Puy da Jean-Pierre Médaille
- Suore di San Giuseppe di Rochester, derivate dalla fondazione fatta a Le Puy da Jean-Pierre Médaille
- Suore di San Giuseppe di Chambéry, derivate dalla fondazione fatta a Le Puy da Jean-Pierre Médaille
- Suore di San Giuseppe di Saint-Hyacinthe, fondate dal vescovo Louis-Zéphirin Moreau
- Suore di San Giuseppe di Carondelet, derivate dalla fondazione fatta a Le Puy da Jean-Pierre Médaille
- Suore di San Giuseppe di Concordia, derivate dalla fondazione fatta a Le Puy da Jean-Pierre Médaille
- Suore di San Giuseppe di Sault Sainte Marie, derivate dalla fondazione fatta a Le Puy da Jean-Pierre Médaille
- Suore di San Giuseppe di Tarbes, fondate a Cantaous
- Suore di San Giuseppe di Torino, derivate dalla fondazione fatta a Le Puy da Jean-Pierre Médaille
- Suore di San Giuseppe di Toronto, derivate dalla fondazione fatta a Le Puy da Jean-Pierre Médaille
- Suore di San Giuseppe di Treviri, fondate da Josephine Schaffgotsch
- Suore povere bonaerensi di San Giuseppe
- Suore di San Giuseppe dell'Apparizione, fondate da santa Emilia de Vialar
- Suore di San Giuseppe Benedetto Cottolengo
- Figlie povere di San Giuseppe Calasanzio, di Firenze, fondate dalla beata Celestina della Madre di Dio Donati
- Suore di San Giuseppe in Canada, derivate dalla fondazione fatta a Le Puy da Jean-Pierre Médaille

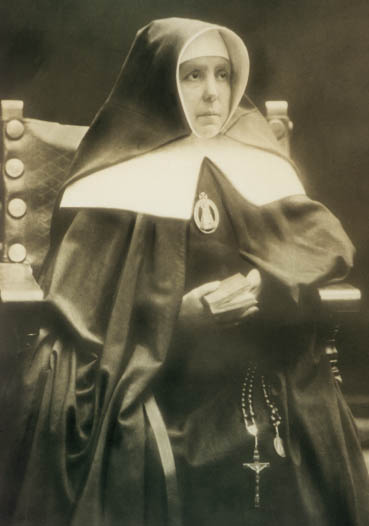
La beata Pietra di San Giuseppe Pérez Florido, fondatrice delle Madri degli Abbandonati

- Madri degli abbandonati e di San Giuseppe della Montagna, fondate dalla beata Pietra di San Giuseppe Pérez Florido
- Piccole suore di San Giuseppe di Montgay
- Suore di San Giuseppe della pace
- Figlie di San Giuseppe, protettrici dell'infanzia

- Suore di San Giuseppe del Sacro Cuore di Gesù, di Sydney, fondate da santa Maria della Croce MacKillop
- Suore di San Giuseppe di San Marco
- Ancelle della Santa Infanzia di Gesù
- Figlie della Santa Infanzia di Gesù e di Maria, o Suore di Santa Cristiana
- Suore di San Luigi
- Suore della carità di San Luigi, fondate da Marie-Louise de Lamoignon
- Ancelle di Santa Margherita Maria e dei poveri, di Guadalajara, fondate da santa María Guadalupe García Zavala
- Suore di Santa Maria
- Figlie di Santa Maria di Leuca
- Suore di Santa Maria di Namur
- Suore di Santa Maria dell'Oregon
- Suore di Santa Maria di Loreto
- Suore di carità di Santa Maria, Suore del Buon Consiglio
- Suore di Santa Maria dell'Assunzione
- Figlie di Santa Maria del Cuore di Gesù
- Figlie di Santa Maria di Guadalupe
- Suore di Santa Maria Maddalena della penitenza
- Suore di Santa Maria Maddalena Postel, già Suore delle Scuole Cristiane della Misericordia, fondate da santa Maria Maddalena Postel
- Suore di Santa Maria Maddalena Postel, di Heiligenstadt, derivate dalla fondazione di santa Maria Maddalena Postel
- Figlie di Santa Maria della Provvidenza
- Istituto di Santa Marianna di Gesù, dell'Ecuador, fondato dalla beata Mercedes Molina y Ayala
- Suore di Santa Marta, di Antigonish, derivate dalla fondazione di sant'Elisabetta Anna Bayley Seton
- Suore di Santa Marta, di Prince Edward Island
- Suore di Santa Marta, di Ventimiglia, fondate dal vescovo beato Tommaso Reggio
- Suore di San Michele Arcangelo, fondate dal salesiano beato Bronisław Markiewicz
- Suore del Santo Natale
- Suore del Santo Nome di Gesù, fondate dal beato cappuccino Onorato da Biała
- Suore missionarie del Santo Nome di Maria, fondate dal vescovo Hermann Wilhelm Berning

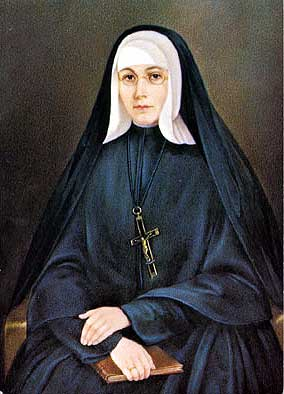
Marie-Rose Durocher, fondatrice delle Suore dei Santi Nomi di Gesù e Maria

- Suore dei Santi Nomi di Gesù e Maria, del Québec, fondate dalla beata Marie-Rose Durocher
- Religiose della compagnia di Sant'Orsola, di Dole, fondate da Anne de Xainctonge
- Suore della compagnia di Sant'Orsola della Santa Vergine, di Tours, derivate dalla fondazione di Anne de Xainctonge
- Pia società figlie di San Paolo, di Alba, fondata dal beato Giacomo Alberione con Tecla Merlo
- Suore ospedaliere di San Paolo, di Chartres
- Suore di carità di San Paolo Apostolo
- Suore missionarie di San Pietro Claver, fondate dalla beata Maria Teresa Ledóchowska
- Suore dei poveri di San Pietro Claver, di Bogotá, fondate da Luisa Aveledo Ostos
- Figlie del Santissimo Redentore e della Beata Vergine Addolorata
- Ancelle del Santissimo Sacramento, fondate da san Pier Giuliano Eymard
- Religiose del Santissimo Sacramento, di Valence, fondate dal beato Pierre Vigne
- Serve del Santissimo Sacramento, di Caracas, fondate da Juan Bautista Castro

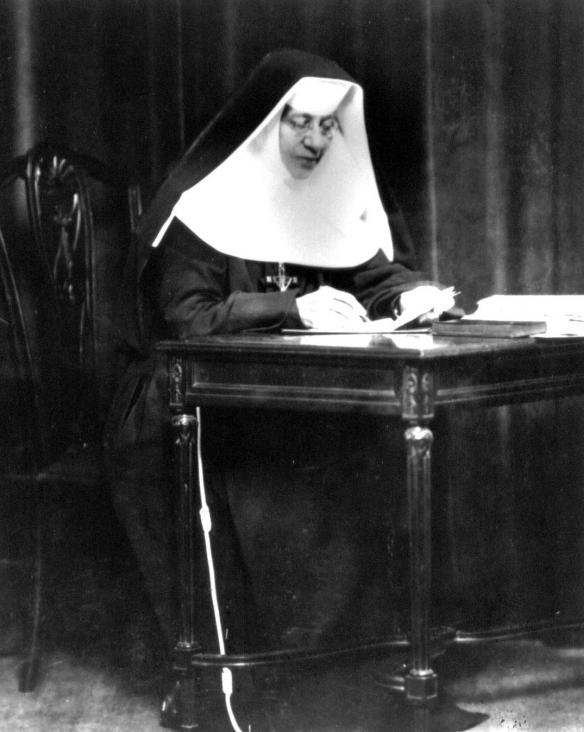
Katharine Mary Drexel, fondatrice delle Suore del Santissimo Sacramento

- Suore del Santissimo Sacramento, di České Budějovice
- Suore del Santissimo Sacramento, di Lafayette
- Suore ancelle missionarie del Santissimo Sacramento
- Suore del Santissimo Sacramento e della carità
- Ancelle del Santissimo Sacramento e dell'Immacolata

- Suore del Santissimo Sacramento per gli indiani e i negri, fondate da santa Katharine Mary Drexel
- Religiose missionarie del Santissimo Sacramento e di Maria Immacolata, fondate dalla beata Maria di Gesù e dell'Immacolata Riquelme Zayas
- Suore del Santissimo Salvatore, di Niederbronn, fondate dalla beata Alfonsa Maria Eppinger
- Ordine del Santissimo Salvatore di Santa Brigida, riformato da santa Maria Elisabetta Hesselblad
- Figlie di Santa Teresa
- Ancelle di Santa Teresa del Bambin Gesù
- Discepole di Santa Teresa del Bambin Gesù, fondate da Antonio Migliaccio
- Missionarie di Santa Teresa del Bambin Gesù, fondate dal vescovo barnabita Eliseo Maria Coroli
- Piccole suore di Santa Teresa del Bambin Gesù, di Imola
- Suore di Santa Teresa del Bambin Gesù, fondate dal vescovo Adolf Piotr Szelążek
- Suore Missionarie di Santa Teresa del Bambin Gesù, di Xalapa
- Suore Missionarie di Santa Teresa del Bambin Gesù, di Medellín
- Suore oblate di Santa Teresa del Bambin Gesù
- Compagnia di Santa Teresa di Gesù, di Tarragona, fondate da sant'Enrique Antonio de Ossó y Cervelló
- Suore di San Tommaso di Villanova, fondate da Ange Le Proust
- Ancelle missionarie della Santissima Trinità
- Istituto della Santissima Trinità, già Religiose Trinitarie Scalze, di Valencia
- Suore della Santissima Trinità, di Valence
- Suore minime ancelle della Santissima Trinità, dette Montalve, fondate da Eleonora Ramirez de Montalvo
- Serve della Santissima Trinità e dei poveri, di Guadalajara, fondate dalla beata Maria Vincenza di Santa Dorotea Chávez Orozco
- Ancelle della Santissima Trinità di Rovigo
- Suore della Santa Umiltà della Beata Vergine Maria, derivate dalla fondazione fatta da Jean-Joseph Begel
- Figlie della Santa Vergine Immacolata di Lourdes, di Massa Lubrense
- Suore di Carità di San Vincenzo de' Paoli, di Zagabria
- Sorelle ministre della carità di San Vincenzo de' Paoli, di Trecate
- Suore di San Vincenzo de' Paoli, serve dei poveri
- Suore di Carità di San Vincenzo de' Paoli, di Friburgo
- Suore di Carità di San Vincenzo de' Paoli, di Fulda
- Suore di Carità di San Vincenzo de' Paoli, di Halifax, derivate dalla fondazione di sant'Elisabetta Anna Bayley Seton
- Suore di Carità di San Vincenzo de' Paoli, di Hildesheim
- Suore di Carità di San Vincenzo de' Paoli, di Innsbruck
- Suore di Carità di San Vincenzo de' Paoli, di Heppenheim
- Suore di Carità di San Vincenzo de' Paoli, di Mallorca
- Suore di Carità di San Vincenzo de' Paoli, di Paderborn
- Suore di Carità di San Vincenzo de' Paoli, Figlie della Carità Cristiana, di Vienna

Maria Pia Mastena, fondatrice delle Suore del Santo Volto

- Suore del Santo Volto, fondate dalla beata Maria Pia Mastena
- Suore ancelle del santuario, di Piacenza
- Figlie della Sapienza, fondate da san Luigi Maria Grignion de Montfort insieme con la beata Marie-Louise Trichet
- Missionarie di Cristo Gesù, Saveriane
- Suore missionarie di San Carlo Borromeo, Scalabriniane, fondate dai fratelli Giuseppe e beata Assunta Marchetti
- Suore scolastiche francescane
- Suore scolastiche di San Francesco, di Milwaukee
- Povere suore scolastiche di San Francesco Serafico, di Vöcklabruck

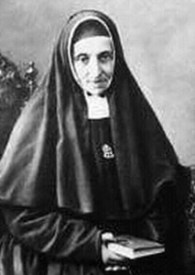
Paola di San Giuseppe Calasanzio Montal Fornés, fondatrice delle Religiose delle Scuole Pie

- Religiose delle scuole pie, fondate da santa Paola di San Giuseppe Calasanzio Montal Fornés
- Figlie della Beata Vergine Maria Addolorata, dette Serafiche, fondate dal beato cappuccino Onorato da Biała insieme con la beata Maria Margherita Szewczyk
- Religiose serve di Maria
- Suore serve di Maria Addolorata, indiane
- Suore serve di Maria Addolorata di Nocera de' Pagani
- Suore serve di Maria Addolorata di Chioggia
- Suore serve di Maria di Galeazza, fondate dal beato Ferdinando Maria Baccilieri
- Mantellate Serve di Maria, di Pistoia
- Serve di Maria di Ravenna
- Suore serve di Maria riparatrici
- Suore missionarie serve della Parola
- Suore serve dei poveri, o del Boccone del Povero, di Palermo, fondate dal beato Giacomo Cusmano
- Suore serve del Santissimo e della carità, di Medellín
- Ancelle del Signore di Ajmer, fondate dal vescovo missionario cappuccino Fortunat-Henri Caumont
- Suore missionarie della Società di Maria
- Società missionaria di Maria, Missionarie Saveriane, di Parma, fondate da Giacomo Spagnolo insieme con Celestina Bottego
- Figlie della Provvidenza per le sordomute, di Modena
- Suore della piccola missione per i sordomuti, fondate da Giuseppe e Cesare Gualandi
- Ancelle parrocchiali dello Spirito Santo
- Figlie dello Spirito Santo, del Messico
- Figlie dello Spirito Santo, di Bretagna

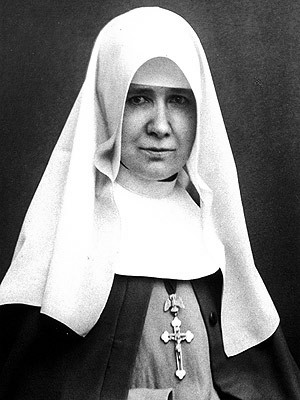
Maria Helena Stollenwerk, fondatrice delle Missionarie Serve dello Spirito Santo

- Missionarie serve dello Spirito Santo, fondate da Arnold Janssen con Maria Helena Stollenwerk e Josepha Hendrina Stenmanns
- Suore dello Spirito Santo, di Mammolshain
- Suore dello Spirito Santo, di Ariano Irpino
- Suore dello Spirito Santo, di Coblenza
- Suore missionarie dello Spirito Santo
- Suore serve dello Spirito Santo dell'adorazione perpetua, fondate da sant'Arnold Janssen con Adolfine Tönnies
- Suore dello Spirito Santo e di Maria Immacolata, di San Antonio
- Suore stabilite nella carità
- Povere figlie delle Sacre Stimmate di San Francesco d'Assisi, Stimmatine, fondate da Anna Maria Fiorelli Lapini
- Suore teatine dell'Immacolata Concezione di Maria Vergine
- Sorelle terziarie cappuccine della Sacra Famiglia
- Suore di carità dell'Ordine teutonico
- Suore Trinitarie, di Madrid
- Suore Trinitarie, di Roma
- Suore dell'umiltà di Maria, di Villa Maria, fondate da Jean-Joseph Begel
- Suore dell'unione cristiana di Saint-Chaumond
- Suore dell'unità di Santa Teresa del Bambin Gesù
- Ancelle del Vangelo, fondate dal vescovo Manuel Hurtado y García
- Suore missionarie del Vangelo
- Suore della Vera Croce
- Religiose del Verbo Incarnato
- Suore di Carità del Verbo Incarnato, di Houston
- Suore di Carità del Verbo Incarnato, di San Antonio
- Congregazione del Verbo Incarnato e del Santissimo Sacramento, di Guadalajara
- Suore del Verbo Incarnato e del Santissimo Sacramento, di Corpus Christi
- Suore del Verbo Incarnato e del Santissimo Sacramento, di Bellaire
- Suore del Verbo Incarnato e del Santissimo Sacramento, di Victoria
- Suore della Beata Vergine, di Cremona
- Società delle Vergini di Gesù e di Maria
- Vergini della Presentazione della Beata Vergine Maria, di Cracovia, fondate dalla beata Zofia Czeska-Maciejowska
- Vergini di San Giuseppe, o Istituto Tavelli, di Ravenna, fondate da Andreana Santamaria Tavelli
- Suore veroniche del Volto Santo, di Reggio Calabria, fondate da san Gaetano Catanoso
- Suore vestiarie di Gesù, fondate dal beato cappuccino Onorato da Biała
- Suore vincenzine di Maria Immacolata, dette Albertine, di Lanzo Torinese, fondate dal beato Federico Albert
- Visitatrici parrocchiali di Maria Immacolata, di New York, fondate da Julia Theresa Tallon
- Ancelle della Visitazione, fondate da Vincenza Minet
- Suore della Visitazione di Alleppey, fondate dal vescovo gesuita Charles Lavigne
- Suore della Visitazione del Giappone, fondate dal vescovo missionario Albert Breton
- Povere figlie della Visitazione di Maria Santissima
- Suore vittime espiatrici di Gesù Sacramentato, di Casoria, fondate da santa Maria Cristina dell'Immacolata Concezione Brando
- Suore zelatrici del Sacro Cuore, o Istituto Ferrari, dell'Aquila, fondate da Maria Ferrari

Le congregazioni religiose femminili di diritto pontificio dipendenti dalla Congregazione per le Chiese orientali come elencate nell'Annuario pontificio per l'anno 2017.
- Suore degli abbandonati, del rito siro-malabarese
- Suore dell'Adorazione del Santissimo Sacramento, del rito siro-malabarese
- Religiose antoniane maronite, del rito greco-maronita
- Suore dell'Ordine di San Basilio Magno
- Suore basiliane aleppine, del rito greco-melkita
- Suore basiliane figlie di Santa Macrina, del rito italo-bizantino
- Suore basiliane soarite, del rito greco-melkita
- Suore della carità di Thrissur, del rito siro-malabarese
- Suore della Madre del Carmelo, del rito siro-malabarese, fondate da san Ciriaco della Sacra Famiglia
- Catechiste del Sacro Cuore di Gesù, del rito greco-cattolico ucraino
- Suore copte di Gesù e Maria, del rito copto-cattolico
- Domenicane di Santa Caterina da Siena, di Mosul
- Congregazione delle francescane clarisse, del rito siro-malabarese
- Francescane della Croce del Libano, fondate dal cappuccino beato Giacomo da Ghazī
- Suore dell'imitazione di Cristo, del rito siro-malankarese
- Suore armene dell'Immacolata Concezione, del rito armeno-cattolico
- Religiose libanesi maronite, del rito greco-maronita
- Suore della Madre di Dio, del rito greco-cattolico rumeno, fondate dal metropolita Vasile Suciu
- Figlie di Maria, del rito siro-malankarese

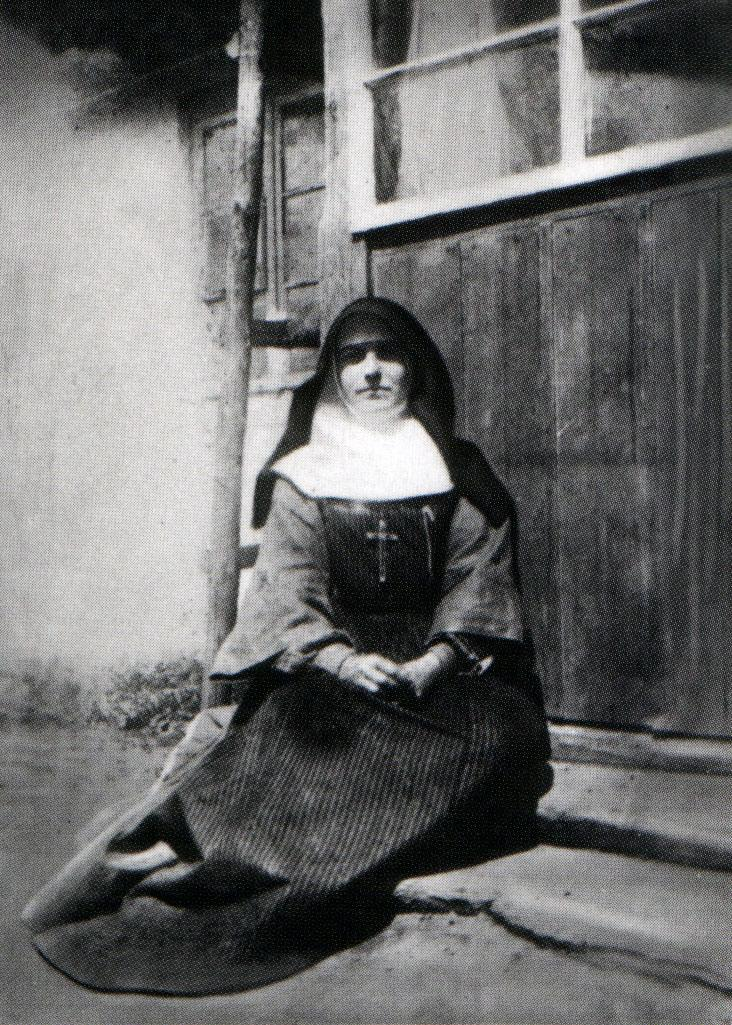
Giosafata Hordaševska, fondatrice delle Ancelle della Beata Vergine Maria Immacolata

- Ancelle della Beata Vergine Maria Immacolata, del rito greco-cattolico ucraino, fondate dalla beata Giosafata Hordaševska
- Suore assisiati di Maria Immacolata, del rito siro-malabarese
- Suore missionarie di Maria Immacolata, del rito siro-malabarese
- Suore medico missionarie di San Giuseppe, del rito siro-malabarese
- Suore della Sacra Famiglia di Thrissur, del rito siro-malabarese, fondate dalla beata Mariam Thresia Chiramel Mankidyan
- Congregazione dei Sacri Cuori di Gesù e di Maria, di Beirut
- Congregazione del Sacro Cuore, del rito siro-malabarese
- Suore egiziane del Sacro Cuore, del rito copto-cattolico
- Suore salvatoriane dell'Annunciazione, del rito greco-melkita
- Suore di San Giuseppe Sposo della Beata Vergine Maria, del rito greco-cattolico ucraino
- Suore del Santo Rosario di Gerusalemme dei latini, fondate da santa Maria Alfonsina Danil Ghaţţas
- Suore di Carità di San Vincenzo de' Paoli, del rito siro-malabarese